# 熊本城
熊本城（くまもとじょう）は、熊本県熊本市中央区（肥後国飽田郡熊本）にあった安土桃山時代から江戸時代の日本の城。別名「銀杏城（ぎんなんじょう）」。
加藤清正が中世城郭を取り込み改築した平山城で、加藤氏改易後は幕末まで熊本藩細川家の居城だった。明治時代には西南戦争の戦場となった。西南戦争の直前に大小天守や御殿など本丸の建築群が焼失したが 宇土櫓を始めとする櫓・城門・塀が現存し、13棟（櫓11棟、門1棟、塀1棟）が国の重要文化財に指定されている。また、城跡は「熊本城跡」として国の特別史跡に指定されている。

## 概要

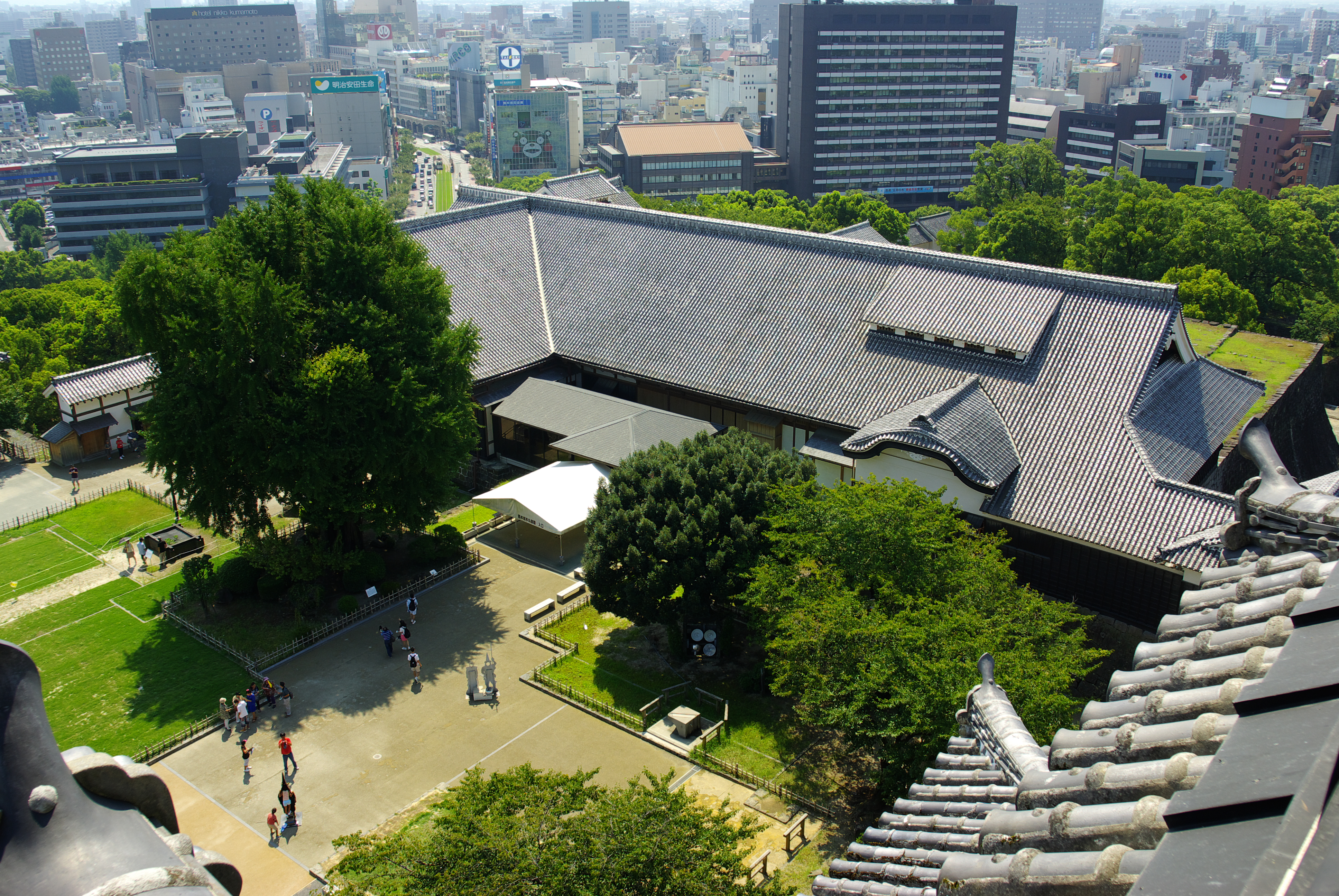
本丸御殿大広間（木造復元）

西大手門（木造復元）

熊本市北区植木町の中心から南に伸びる舌状台地（京町台地）の尖端、茶臼山丘陵一帯に築かれた平山城。現在の地名では中央区の本丸、二の丸、宮内、古城町、古京町、千葉城町に当たる。
中世に千葉城、隈本城が築かれ、安土桃山時代末期から江戸時代初期にかけて加藤清正がこれを取り込み、現在の本丸にあたる部分の築城を行った。
細川氏の時代になると城地の拡張と増築が盛んに行われ、西側に二の丸、三の丸が加わった。明治時代の初めまでは大半の建物が撤去されずに現存していたが、熊本鎮台が置かれた後に建物や石垣、曲輪の撤去や改変が行われ、西南戦争で一部の建物を残して天守を含む御殿や櫓など主要な建物を焼失した。現在は、宇土櫓や東竹之丸の櫓群が残っている（建物が失われる経緯は、同項の歴史（明治時代以降）を参照のこと。）。1889年（明治22年）の熊本地震で石垣の一部が崩落し、改修された部分があるものの、ほぼ江戸期の姿をとどめ、城跡は特別史跡に指定されている（2012年時点で512,300.52平方メートル）。
天守は1960年に鉄筋コンクリート造で外観復元され、内部は「熊本市立熊本博物館分館」となっている。2000年以降は門や櫓、御殿の一部などが木造で復元された。
2016年4月の熊本地震の際に、多くの石垣が崩落したほか宇土櫓などの文化財建造物、大小天守などの復元建築が被災し、修復が進められている（「歴史・沿革」参照）。今後さらに櫓、門、土塀が木造復元される予定。
サクラの名所としても知られており、日本さくら名所100選に選定されている。
文献によるが、日本三名城の一つにも数えられている。

## 歴史・沿革

### 室町時代

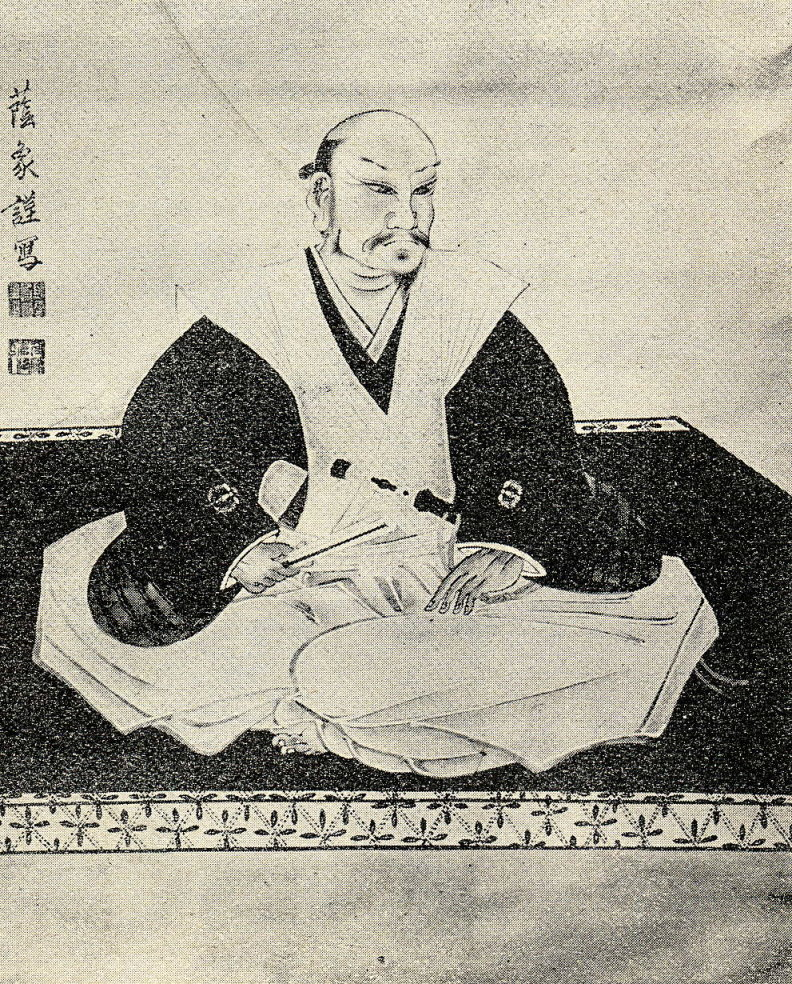
加藤清正　肖像

室町時代の文明年間（1469年 - 1487年）に肥後守護菊池氏の一族・出田秀信が千葉城（ちばじょう、現在の千葉城町）を築いたのが始まりである。
その後、出田氏の力が衰え、大永・享禄年間（1521年 - 1531年）に菊池氏は代わりに託麻・飽田・山本・玉名4郡に所領を持つ鹿子木親員（寂心）に隈本城（くまもとじょう、現在の古城町）を築かせて入れた。寂心は藤崎八旛宮の遷宮を行い、1529年（享禄2年）に後奈良天皇の綸旨、1542年（天文11年）には勅額の下賜を得ている。1550年（天文19年）、豊後守護大友義鑑が家臣の謀反により殺されると、義鑑の弟で菊池氏を嗣ぎ、かつ義鑑と敵対していた守護菊池義武が隈本城に入り、寂心の孫・鹿子木鎮有はこれを迎え入れた。しかし、義鑑の子・大友義鎮により追われ、以後は大友氏に協力した城親冬が居城とした。
1587年（天正15年）、豊臣秀吉の九州平定に際し、薩摩の島津氏に属していた親冬の孫・城久基は城を明け渡して筑後国に移った。秀吉の御伽衆・大村由己の『九州御動座記』には「此所は肥後の府中なり、城十郎太郎（久基）と云者相踏候、数年相拵たる名城なり」と記す。また、秀吉が一柳直末に送った朱印状の中で「肥後は然るべき国に候間、羽柴陸奥守（佐々成政）おかせられ候、熊本名城に候間、居城として御普請仰せ付けられ候」と述べている。
新たに肥後の領主となり隈本城に入った佐々成政は、秀吉の指示に反して検地を強行し、肥後国人一揆を引き起こす。この時、隈本城は国人衆による猛攻を受けたが、城代の神保氏張が死守して落城は免れている。1588年（天正16年）、成政は切腹を命じられ、加藤清正が肥後北半国19万5,000石の領主となり隈本城に入った。

### 江戸時代

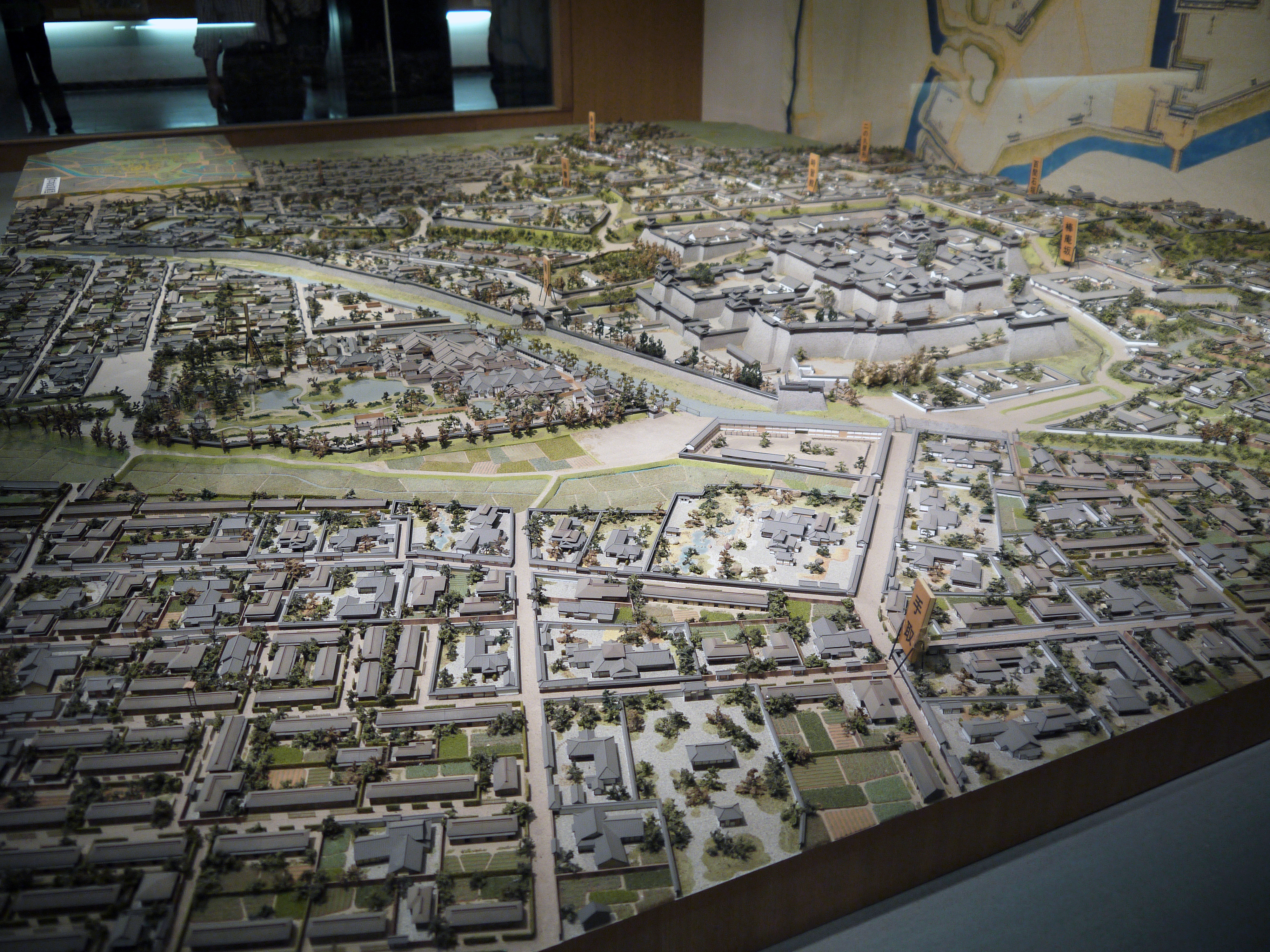
江戸期の城下町の模型

加藤清正は、1591年（天正19年）から千葉城・隈本城のあった茶臼山丘陵一帯に城郭を築き始めた。1600年（慶長5年）頃には天守が完成。同年の関ヶ原の戦いの行賞で清正は肥後一国52万石の領主となる。1606年（慶長11年）には城の完成を祝い、翌年「隈本」を「熊本」と改めた。これが現在の熊本城である。1610年（慶長15年）から、通路によって南北に分断されていた本丸に通路をまたぐ形で本丸御殿の建築が行われた。これにより天守に上がるには、本丸御殿下の地下通路を通らなければならないようになった。
1632年（寛永9年）、清正の子・加藤忠広の改易により豊前小倉城主だった細川忠利が肥後54万石の領主となり熊本城に入った。この時、忠利は天守に上り清正を祀る廟所がある本妙寺の方角に向かって遙拝したと伝えられる。忠利は城の長塀の南、坪井川を渡った所に花畑屋敷を造営し、以後、歴代藩主はここを日常の居所とした。
加藤家の治世末期には、藩財政の疲弊や御家騒動により、城の修理もままならない状況であった。細川家が肥後入部時には、熊本城は現在の本丸周辺のみ整備されていて二の丸の一部と三の丸の大半は未開発であった。
このため細川忠利は入部後、直ちに熊本城の修繕を江戸幕府に申し出ている。この修繕は建築物の修理に留まらず、本丸の増築（二様の石垣に跡が見られる）・二の丸の整備にもおよんで居る。更に上級家臣の下屋敷地や中級家臣用地として順次、現・三の丸や壺川地域（江戸時代中期まで三の丸扱いされていた）の開発が進められ、最後に西端の段山（現在の段山町周辺）の郭が完成したのは明治維新まで30年を切った天保年間である。この時点で城内の櫓は焼失した森本櫓・硫黄櫓を除き62を数えていた。熊本城は細川氏の治世下で江戸時代を通じて拡張され続けていた。

### 明治時代

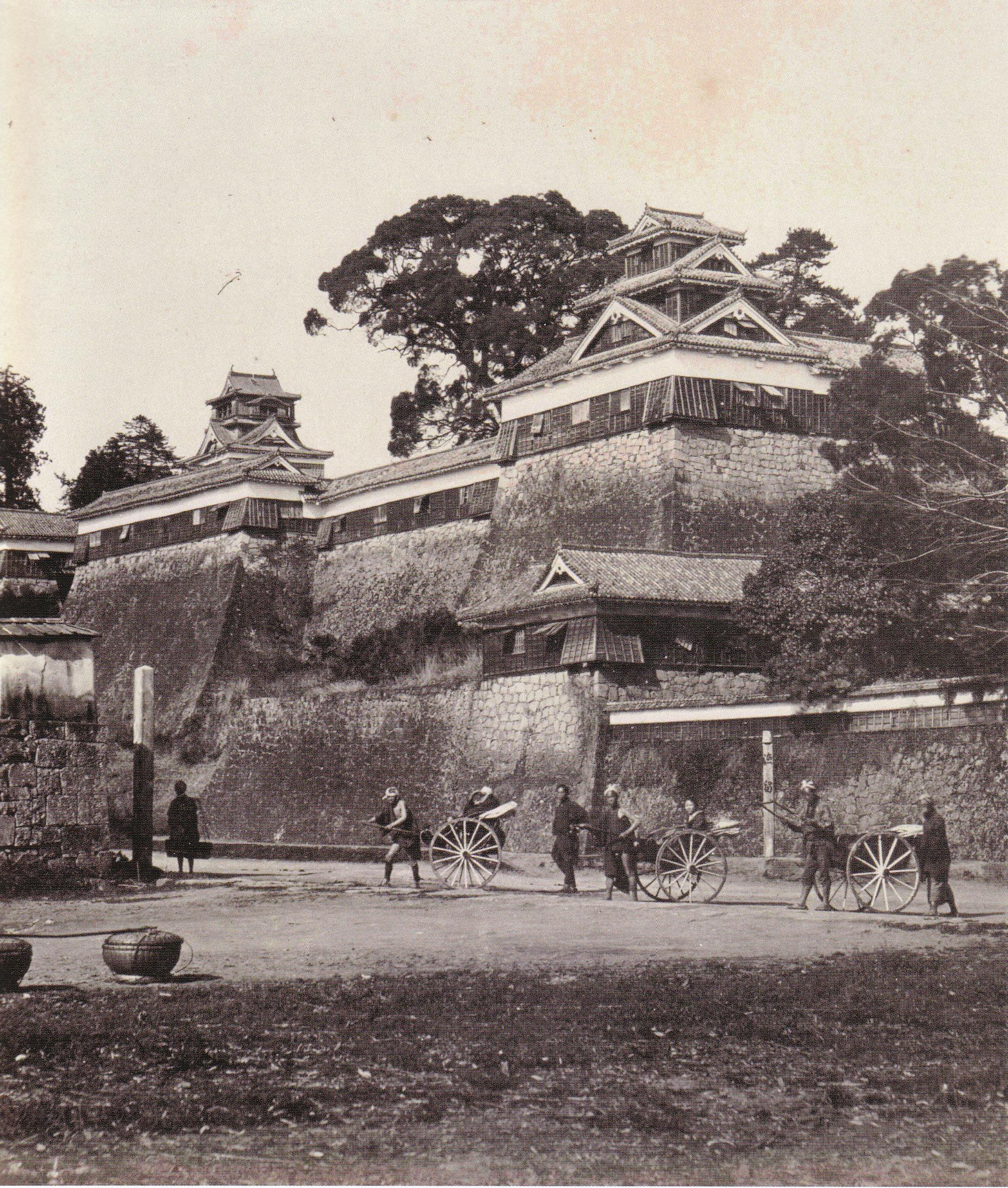
明治初期（1874年）の熊本城、富重利平の撮影による

幕末の熊本藩には学校党、実学党、敬神党の3つの勢力があったが、維新後の1870年（明治3年）に進歩的な実学党が政権を握り、「戦国の余物」「無用の贅物」であるとして熊本城の解体を新政府に願い出た。これは諸藩の改革を促進したい新政府の意向を受けたもので、願い出は聞き届けられた。しかし、作業開始当日になって解体の方針は凍結されることになった。藩知事細川護久の主導で進められた方針に対し、前藩知事で保守派の細川韶邦が不満であるなど、藩内に意見の相違があったためといわれる。代わりに、城内は天守を含めて一般に公開されることとなった。
軍都熊本の名前もあるように、太平洋戦争終戦前は陸軍が使用していた。熊本空襲では一部（将校集会所） を除き、焼失を免れた。
それに先立つ維新直後の1871年、鎮西鎮台が設置された。二の丸を中心に1875年歩兵第13連隊、1925年、熊本陸軍教導学校、1943年、熊本予備士官学校ができた。またその近くの現在監物台樹木園の場所に熊本陸軍幼年学校(1897年9月1日-1927年3月31日)ができた。この施設は軍縮により廃止。その後、清水町に再建された。二の丸と古城の間は、江戸時代は大名屋敷であったが、明治4年、鎮西鎮台病院、その後は陸軍病院となった。1945年より国立熊本病院、その後は国立病院機構熊本医療センターとなっている。1871年（明治4年）の廃藩置県後は熊本県の県庁が二ノ丸に置かれ、同年に花畑邸鎮西鎮台（後に熊本鎮台に改められた）が置かれた。
この時の熊本鎮台司令であった桐野利秋は老朽化した櫓、多重櫓の破却を指示し、特に西出丸は石垣を取り崩し、郭自体を破却している。西南戦争前には天守・本丸御殿を中心とした本丸主要部のみ保存されていた。
1876年（明治9年）の神風連の乱の時には反乱士族が鎮台司令官種田政明などを襲い城内の砲兵営を制圧したが、1日で鎮圧されている。

### 最初で最後の攻防戦
西南戦争では政府軍の重要拠点であると同時に西郷軍の重要攻略目標となる。西郷軍の総攻撃2日前、1877年（明治10年）2月19日午前11時40分から午後3時まで原因不明の出火で大小天守などの建物（同時に30日間の米、城下の民家約千軒）を焼失した。現時点で西南戦争での焼失が確認されている建造物は、大天守・小天守・本丸御殿・本丸東三階櫓・月見櫓・小広間櫓・小広間西三階櫓・長局櫓・耕作櫓門・三之櫓門・東櫓門である。焼失を免れた建造物は現存のものを除くと西竹之丸脇五階櫓・飯田丸三階櫓・札櫓門・六間櫓・書物櫓・堀預り櫓が確認されているが、西南戦争後から大正期までに陸軍により順次破却されている。
政府軍と西郷隆盛率いる薩摩軍の間には田原坂（たばるざか）の戦いを含む激しい攻防が行われたが、熊本城は司令官谷干城の指揮の下、4000人の籠城で、西郷軍14000人の攻撃に耐え撃退に成功した。なお、この戦いでは武者返しが大いに役立ち、熊本城を甘く見ていた西郷軍は誰一人として城内に侵入することができず、「おいどんは官軍に負けたとじゃなか。清正公に負けたとでごわす」と、西郷が嘆いたというエピソードが伝わっている。こうして清正公が心血を注いで築城した熊本城は、300年の時を超えてその防衛力の高さを存分に発揮することとなった。
1884年　城内に午砲台が設置され、空砲による報時業務が始まる（1941年廃止）。
1888年（明治21年）には、熊本鎮台を母体とする陸軍第6師団の司令部が天守台に置かれた。

### 大正から昭和時代
1917年（大正6年）、本丸に陸軍第6師団司令部の新庁舎が落成。
1933年（昭和8年）、熊本城の現存建築が「熊本城」（種別：城郭 - 宇土櫓、監物櫓など計13棟）として旧・国宝保存法に基づく国宝（現行法の重要文化財に相当）に指定される。同年、城跡は「熊本城跡」として国の史跡に指定される。
1945年（昭和20年）7月1日、市街地の20%を焼失した熊本大空襲など度々空襲に襲われるも、奇跡的に焼失を免れる。戦後は、古城に熊本県立第一高等学校が移転した。同年12月、戦災を受けた熊本大学医学部基礎教室が一時的に二の丸の兵舎を利用した（1962年3月移転）。
1946年（昭和21年）、日本に進駐したアメリカ軍が城内に施設を作った際、車両通行の妨げになるとして、竹之丸門が破却された。同年3月、古京町無番地輜重隊跡に、化学及血清療法研究所京町研究所が設置された（1973年閉鎖）。
1955年（昭和30年）、「熊本城跡」として国の特別史跡に指定された。
1956年（昭和31年）、市政70周年事業で天守閣再建を公約に掲げた坂口主税（さかぐちちから）が市長に当選。
1957年（昭和32年）、加藤神社が新堀町から西出丸の櫨方曲輪に、熊本県護国神社が花岡山から藤崎台に遷祀。
1960年（昭和35年）9月22日、鉄骨・鉄筋コンクリート造の熊本城天守閣の落成式が行われた。
1962年（昭和37年）には熊本大学医学部基礎教室が移転。建物をそのまま利用して熊本県立第二高等学校を開校したが、1968年（昭和43年）に熊本県立第二高等学校が移転。1967年（昭和42年）、跡地を整備して二の丸公園として開園した。
1976年（昭和51年）、二の丸跡の一角に熊本県立美術館設置。
1978年（昭和53年）、三の丸に熊本市立熊本博物館設置。

### 平成から令和

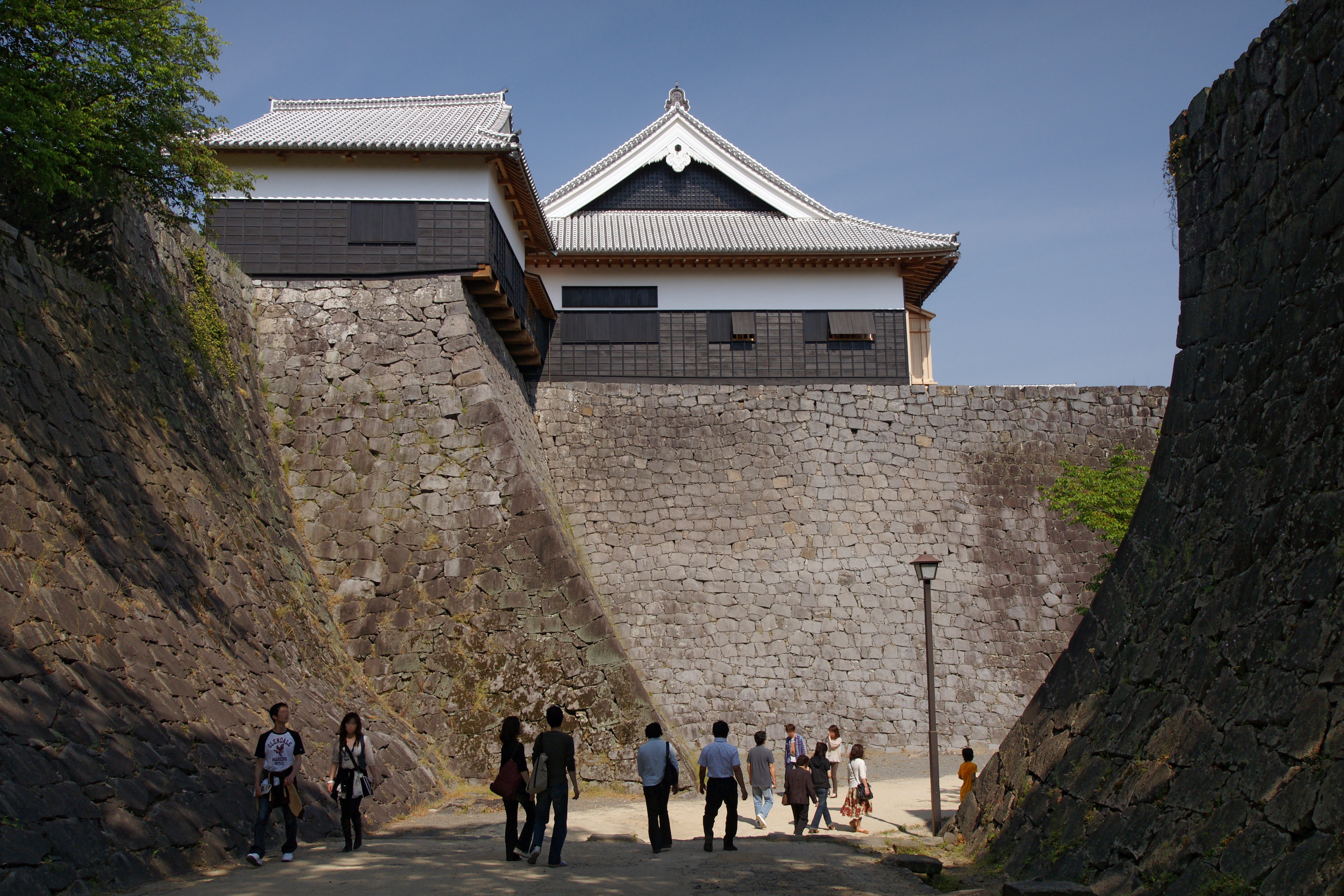
本丸御殿大広間（木造復元）

1993年（平成5年）、旧細川刑部邸を三の丸に移築。
1997年（平成9年）に熊本市が「熊本城復元整備計画」を策定。
2006年（平成18年）4月6日、日本100名城（92番）に選定された。
2006年12月 - 2008年5月まで熊本城の築城400年（2007年）を記念して「熊本城築城400年祭」が熊本城一帯で開催された。
2007年（平成19年）、築城400年に際して、本丸御殿大広間をはじめ、西出丸の塀、戌亥櫓、元太鼓櫓、奉行丸の塀、未申櫓、南大手門などの建造物が数年かけて復元された。なお、いまだ復元工事中や、工事未着手の建物もいくつかある。
2011年3月5日には観光施設桜の馬場 城彩苑が開業。
2020年東京オリンピックの聖火リレーで二の丸駐車場がセレブレーション会場となった。
聖火ランナーは公募により1万人程度が選ばれた。
組織委員会は
スポンサー企業4社と各都道府県実行委員会が行ったランナー公募に延べ
53万5717件の応募があったと発表した
。

### 熊本地震以降

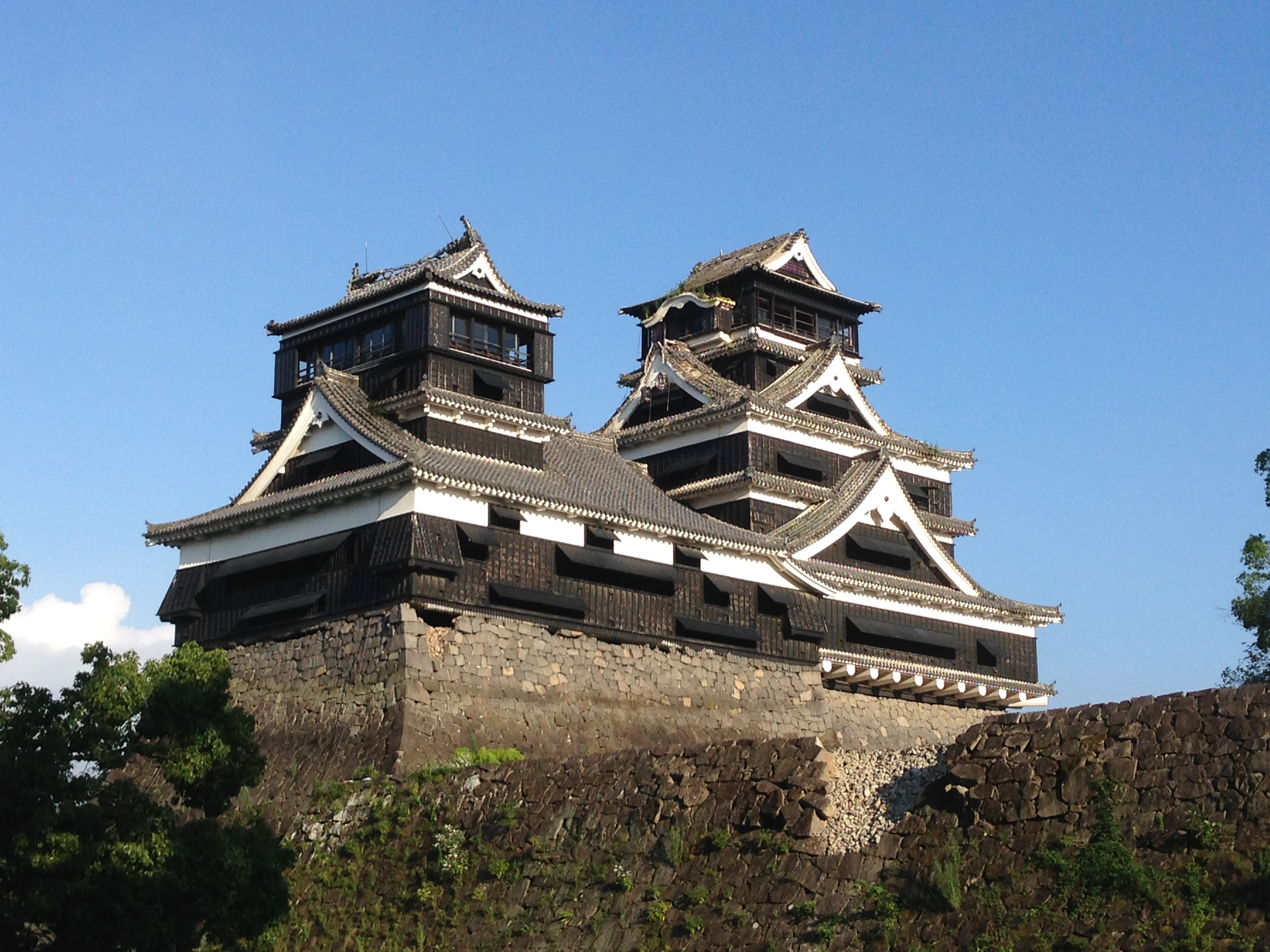
地震後の熊本城の様子。手前の平左衛門丸石垣や大小天守の屋根瓦の一部が崩落、鯱も失われている。

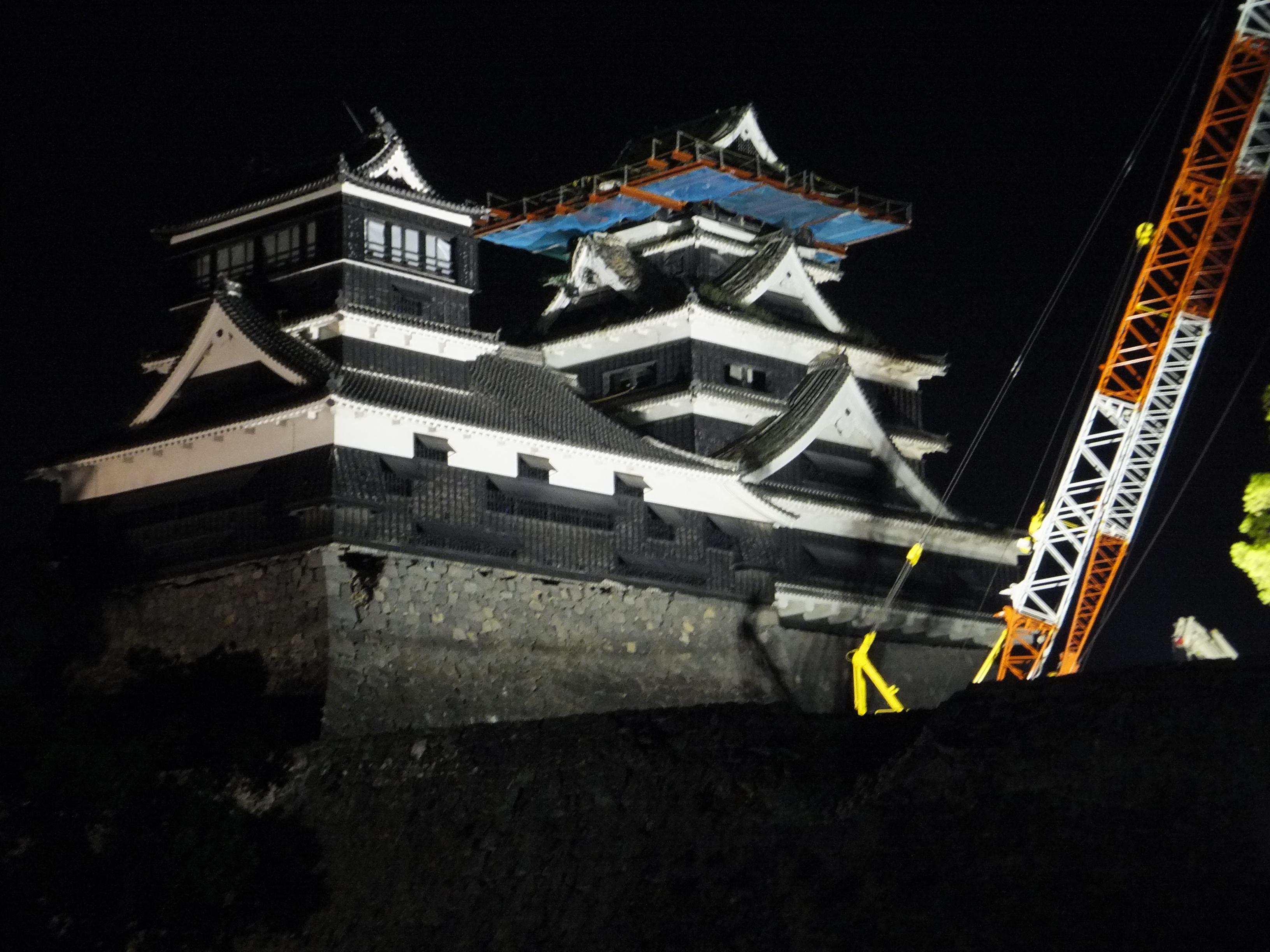
本震から1年後の熊本城の様子。大天守に修復中の足場となる鉄骨が貫かれている。

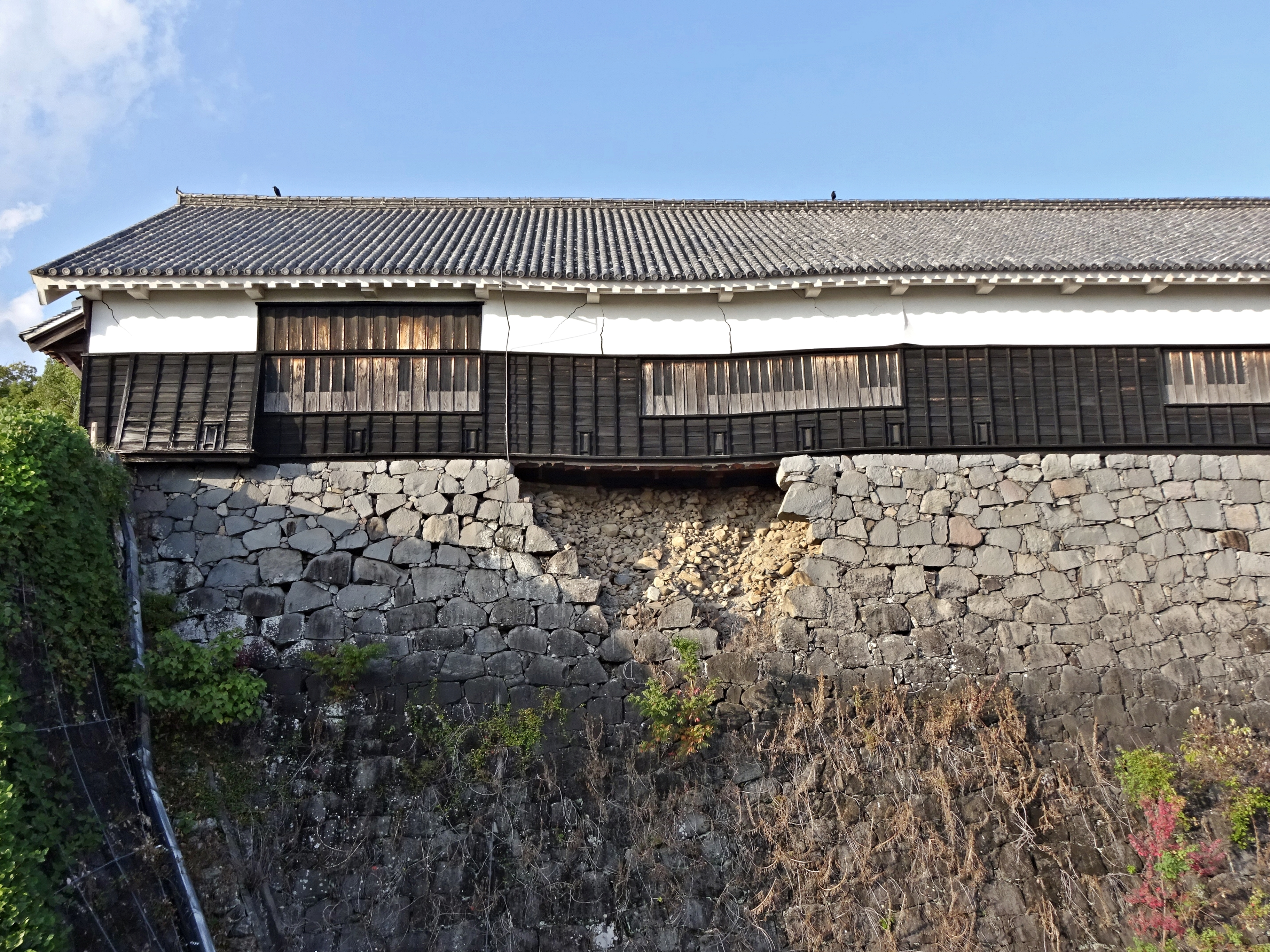
今後復元が期待される「数寄屋丸」

2016年（平成28年）4月14日21時26分以降発生している最大震度7の熊本地震の前震と本震（4月16日1時25分発生）など、相次ぐ揺れで被災した。
4月14日発生の地震では、石垣の一部が6箇所で崩落したほかに石垣石の落下が複数個所で確認、重要文化財の長塀が長さ100メートルにわたって倒壊。天守・櫓の屋根瓦や鯱も落下 と報じた。
本震の4月16日未明の被害については、熊本城総合事務所は「余震のため状況確認ができていないが東十八間櫓と北十八間櫓が倒壊した模様」。その櫓の一部が隣にある熊本大神宮境内建物の屋根を突き破った。
2016年6月10日の熊本市議会で石垣の被害について報告があった。熊本城の全石垣約7万9000平方メートルのうち、50カ所の約2万3600平方メートル、517面で石垣の崩落、膨らみ、緩みがあった。そのうち、崩落は50カ所、229面におよんだ。建物は前震のあった4月14日の時点では重要文化財建造物10棟に被害が確認され、その内長塀は80メートルの倒壊、瓦・外壁落下など9棟であったが、本震のあった4月16日の時点で、倒壊2棟、一部倒壊3棟。他は屋根・壁破損など、重要文化財建造物での被害は13棟となった。 そのほかに、復元建造物の被害は20棟におよび、そのうち倒壊は5棟。他は建物下部の石垣崩壊や屋根・壁の破損などの被害が報告された。石垣の大きな崩壊の原因の一つとして、石垣の上に樹齢50-100年の大木が立っていたことを環境建築研究者の岡田好勝は指摘している。樹木は地上の部分の方が根よりも重く、枝の広がりもあって、根は揺れによるモーメントを根回りの土壌に逃がそうとする作用が働き、その反作用で根が埋まっている周辺の石垣に相当な圧力をかけたため崩落を助長したとする主張である。
文化庁の試算では石垣の撤去や積み直しなどの作業に伴って、1平方メートル当たり150万円かかると見込んでおり、総修復費用に約354億円を要するとした試算を明らかにした。今回の報告は石垣のみで、瓦が落下した天守や倒れた櫓・塀などはまだ被害の全容が分かっておらず、これらの修復費用の試算はされていないという。
熊本市の大西一史市長は2016年7月26日、天守の修復を3年で、また全体の修復を20年で終える目標を明らかにしている。天守閣の柱に使う鋼材は一般的なビルディングに用いられる物より薄く複雑な形状を求められるため、溶接などで前回の再建後に開発された新しい技術・工法が導入されている。この修理で内部にエレベータを設置することが決まった。
2021年1月29日付で長塀が、同年3月24日付で天守閣の復旧工事が完了し、今後櫓群の解体復旧・修復工事が行われる予定である。
2022年11月22日、前出の同市長は復旧が当初の計画より15年遅れ、完全復旧は2052年度となる見直しであると発表した。

## 外観復元天守

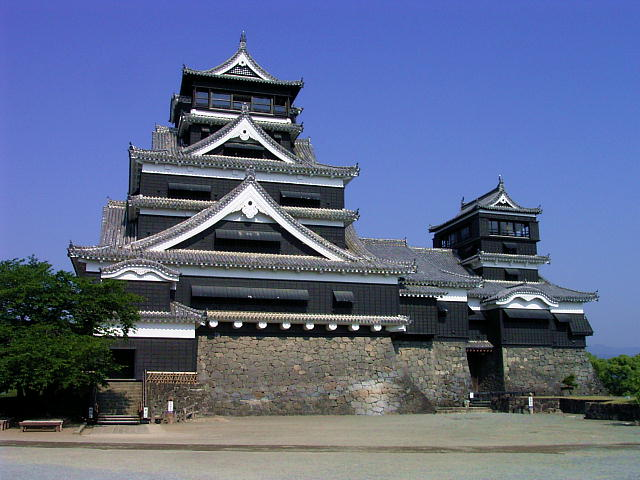
1960年に再建された天守

西南戦争直前の1877年、天守ならびに本丸御殿は焼失した。昭和初期、天守の再建が熊本市議会で議論されるが、計画として実現することはなかった。
1931年、陸軍技師の坂本新八は「建築雑誌」に天守閣の設計図を掲載し、「この名城の復興は、以前より有識者及熊本市民の高唱せる處なりし」と記した。1941年、東京工業大学の藤岡通夫が坂本の設計図について「推定による部分が非常に多かった」と指摘。宇土櫓から発見された史料を基に、新たに天守閣の立面図などを論文で発表した。
1955年10月24日、市の中心商店街で、旅館の経営者と菓子製造の経営者が2人で団扇太鼓を打ち鳴らし、「熊本城本丸を再建させましょう」と通行人に呼び掛けた。「商売ができるのも清正公、熊本城のおかげ」と再建運動に励み、署名を集めた。
1956年3月に行われた熊本市長選挙に、元衆議院議員の坂口主税が天守再建を公約に掲げて立候補し、初当選した。熊本市は予算として2億円を計上。1億5,000万円を国からの借入れとし、残り5,000万円を市民・県民からの募金や民間企業からの寄付金でまかなう計画を立てた。市内古桶屋町で金融業を営んでいた松崎吉次郎が民間からの寄付予定全額分の5,000万円の寄付し、話題となった。
1959年4月1日、起工式開催。1960年4月1日、骨組みが完成した大天守1階で上棟式が行われた。同年5月、奈良の職人が製作した鯱瓦（高さ約155cm・重さ約100kg）が大天守の屋根に据え付けられた。同年8月31日、鉄骨・鉄筋コンクリート造の天守が竣工。大天守は3重6階地下1階、小天守は2重4階地下1階で、総工費は約1億8,000万円であった。9月22日、落成式が行われた。10月1日から3日にかけて再建を祝うお城まつりが開催。「千人清正公」の武者行列や熊本城をテーマにしたスケッチ大会など様々なイベントが行われた。平櫓、塀なども再建され、本丸一帯を公園として整備し入場を有料化した。
天守閣の内部は熊本市立熊本博物館の分館として史料等が展示され、最上階は展望スペースとなっている。また、二の丸に水泳競技用の県営プール、三の丸藤崎台に藤崎台県営野球場が整備された。その他この年は、二の丸に各種官庁が入る合同庁舎も設置された。

## 構造

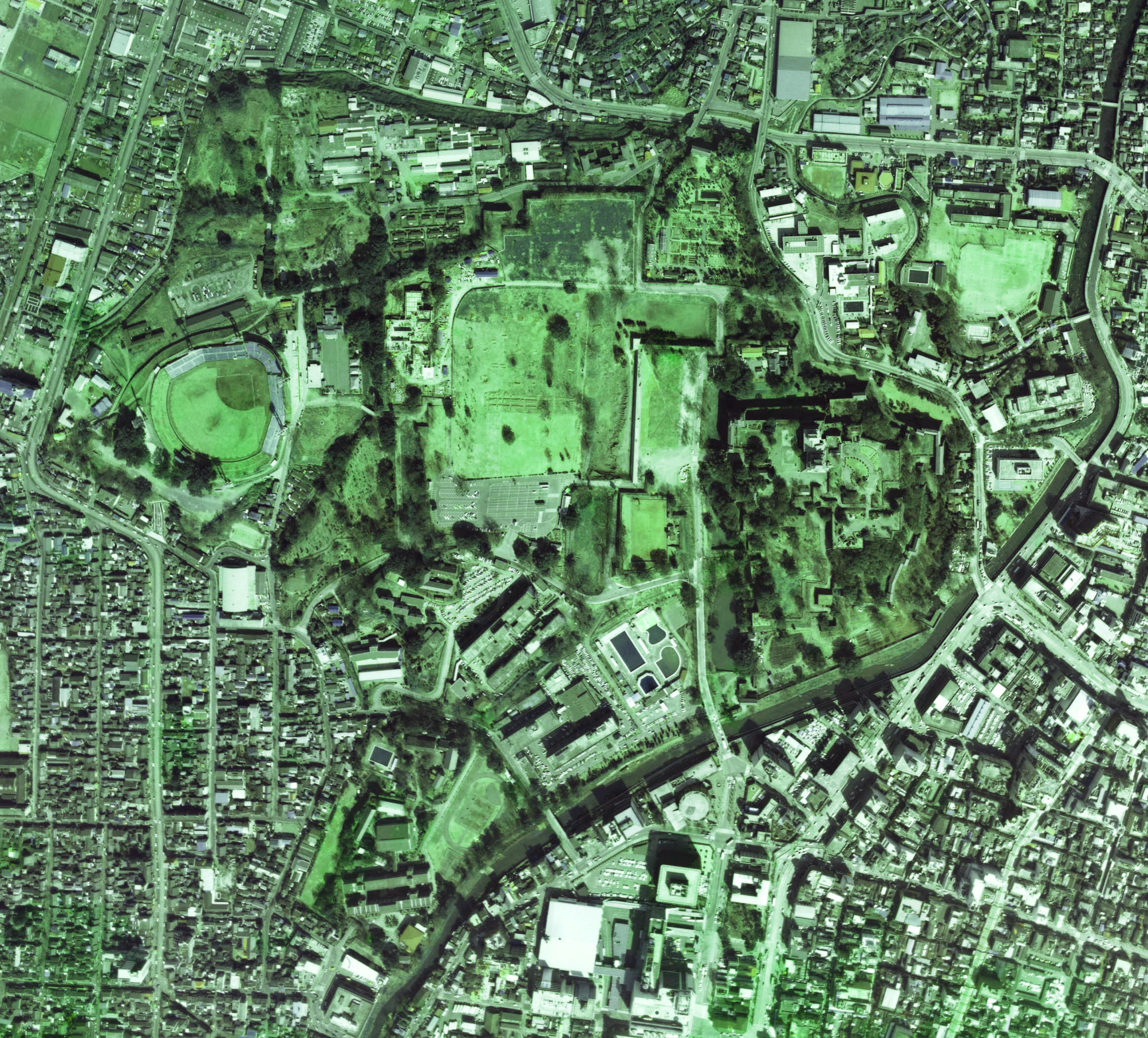
熊本城公園の空中写真　1975年

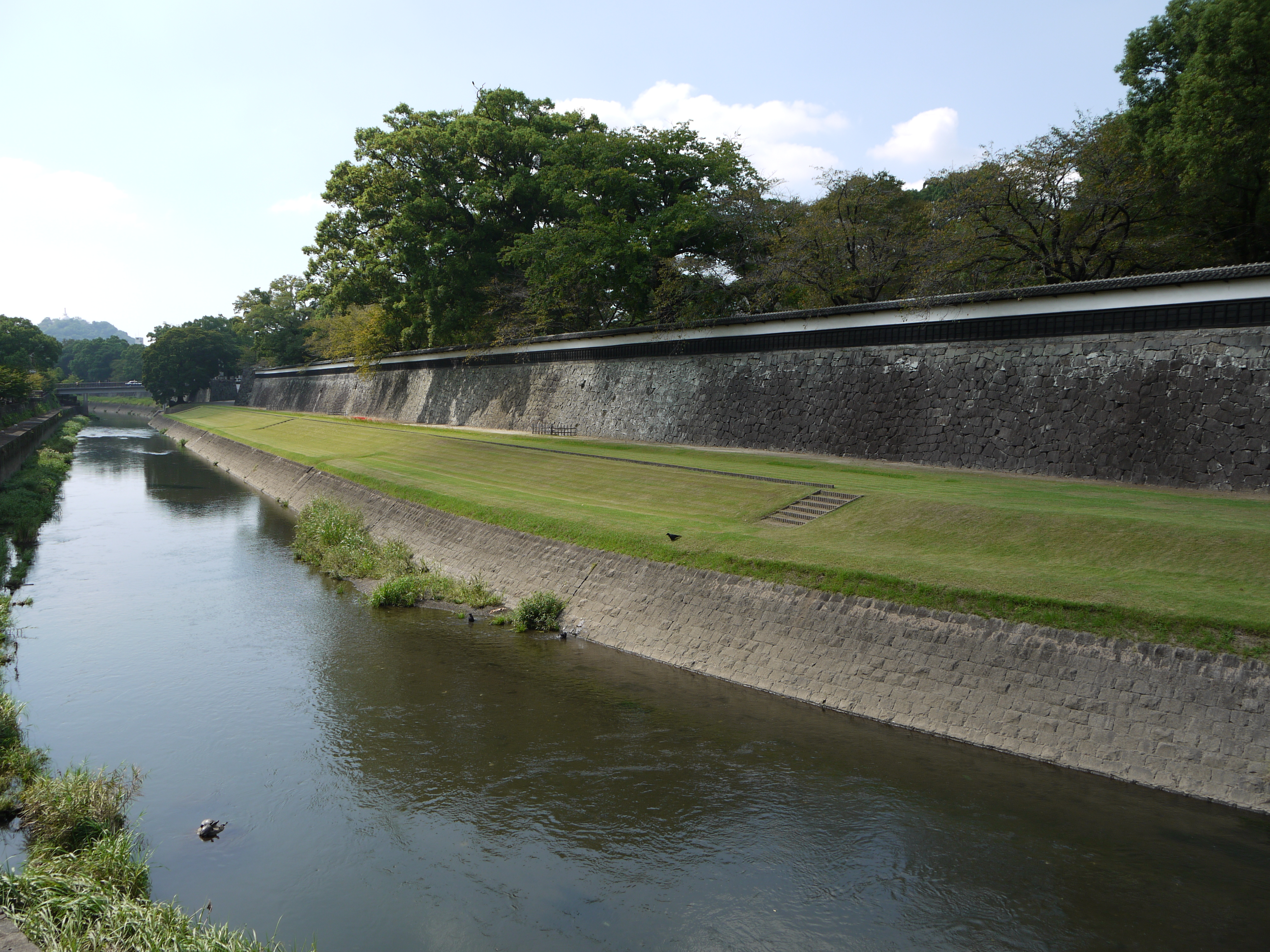
長塀と坪井川

城郭の形式は、梯郭式平山城。広さは約98ヘクタール（約98万m2）、周囲は約5.3kmある。南西の古城と北東の千葉城を取り込み、それらを出丸としている。
南東を流れる白川を外堀に見立て、これに合流していた坪井川・井芹川を切り離して内堀としているため、城内にある水堀は飯田丸の西にある備前堀1つのみである。本丸は丘陵の東の最も高い部分に造り全面石垣積みとし、西へゆるやかに下る二の丸・三の丸は重点箇所のみに石垣を築き、経費を抑えた。搦手口のある北は他の方面に比べ、内郭に近接しているので一般的に弱点とされるが、断崖と空堀（現在は道路）に仕切られており突破は困難である。これに対し西は開けており、多少なりとも傾斜も緩い。そのため、西出丸・二の丸・三の丸で区画し防備を固めているが、城郭西端の先に独立した小丘として段山（だにやま）がある。兵力の関係で総構えを放棄した西南戦争ではこの段山を巡る戦いが行われた。

### 郭
熊本城の郭は大きく分けて4つに分類される。現在、有料公開されている本丸周辺に西出丸を加えた本城。二の丸、三の丸。更に出丸として旧隈本城の千葉城、古城、段山がある。

#### 本城
熊本城の江戸時代の図面では本丸周辺の郭と西出丸は纏めて本城と記載されている。

##### 本丸
本丸は大小天守と本丸御殿を中心に数多くの建造物が建てられた。本丸は三箇所の入り口があり特に耕作櫓門と三之櫓門は三階建ての巨大な櫓門で防備を固めていた。この2つの櫓門から天守迄は地下通路となっており、これにより本丸は南北2つに分断されていたがその上に本丸御殿が建てられている。本丸御殿の再建の際、発掘調査が行われ本丸南部は版築により北側と同じ高さまで嵩上げされているのが判明している。

##### 平左衛門丸
平左衛門丸は本丸の西隣の郭。名称は加藤家重臣の加藤平左衛門が屋敷を構えていた事から、但し江戸初期の御城分間では天守西の丸とも記載されており細川家管理の時代になって名称が変わった模様。小天守がない時代は北帯曲輪から天守北側を通り本丸へ至る梯郭式の防備を担っており、大天守北側の石垣と郭の間に門扉が有ったようである。加藤平左衛門の屋敷は加藤家時代には城外へ移転し、城内最大の台所屋敷のみ残っていた。
数寄屋丸は本丸南西側、平左衛門丸の南側の同規模の郭。名称通り入り口の地図石や御殿造りの数寄屋丸二階御広間等、内部は趣向を凝らした造形。但し防備面では巨大な五階櫓に三階櫓を配し、入り口も三階建ての数寄屋丸櫓門や地蔵櫓門で防備を固めている。本丸、平左衛門丸、数寄屋丸は合わせるとほぼ矩形になっており段差も小さい。石垣も築造技術が古く当初は、隈本城の詰の丸として茶臼山頂上に建設されたものだと想定されている。

##### 飯田丸（西竹の丸）
飯田丸は数寄屋丸南面の郭。名称は加藤家重臣飯田覚兵衛直景が郭を管理していた事によるとされている。但し、飯田直景の屋敷が有ったかは確認されておらず、台所屋敷のみ存在が確認されている。又別称として西竹之丸ともあり、西竹之丸脇五階櫓に名称を残している。飯田丸から東竹の丸の南面は加藤清正による分川工事までは白川による河食崖であった。郭西面には城内唯一の水堀がある。天守内の井戸を調査したところこの水堀と水面が同じ高さであり、茶臼山の主要水脈と推定されている。竹の丸から飯田丸までは高低差を活かし元札櫓門、札櫓門を配したS時型の6度も折れ曲がる枡形が厳重な防備を固めており多層櫓なども集中している。

##### 東竹の丸
東竹の丸は本丸南から北側を半円状に囲った郭。西南戦争で焼け残った櫓が集中しており、藩政時代の遺構が一番良く見られる。郭の北端に東櫓門と不開櫓門があり外部から城内への関門になっていた。特に東櫓門は当初熊本城の大手門として作られており、現在の熊本城稲荷神社内に大手道が通っていた。

##### 竹の丸
竹の丸は飯田丸と東竹の丸の南面、更に坪井川に面し直角三角形の様な形状をした郭。古くには嶽の丸とも書かれている。大正以降の坪井川掘削工事で現在は川面が下がっているが、藩政時代は長塀沿いの石垣を川面が洗っており元は白川（坪井川）の河川敷で有ったと推測される。

##### 北帯曲輪
北帯曲輪は本丸北面の郭。当初は郭でなく不開櫓門から平左衛門丸への通路であった。小天守が宇土城より移築され、平左衛門丸への通路がほぼ遮断されたため郭となった。更に、小天守と本丸埋門の間にも石垣が出来（下部に石門と呼ばれる1m四方程の通路はある）たため他の郭と繋がりが無い盲腸のような郭になった。

##### 西出丸
西出丸は数寄屋丸、平左衛門丸の西面北面をL字型に守る郭。清正が肥後一国国主になった以降に縄張りが始まったと見られ、他の城内の中小規模の複雑巧緻に配された郭と違い、直線的な高石垣、当時の火縄銃の射程を超える広大な堀で区画された巨大な郭である。加藤清正は西出丸が完成した時に「この郭だけで100日は防禦でき、私が日本のどこに居ても城に戻れる」と豪語している。郭は西南北の大手櫓門が内枡形を形成しそれにより更に三分割されている。南側は西・南大手門で区切られ藩政時代は奉行所が入っており奉行丸と呼ばれていた。北側の突出部は北大手門で区切られていた。藩政時代は櫨蝋を扱う役所があり櫨方とよばれていた。残った部分はそのまま西出丸と呼ばれており藩政時代は狭義にはここの部分だけ西出丸と呼ばれていた模様である。広大な面積を活かし年貢米を収める米蔵が多数築かれていた。明治維新後、鎮台が狭義の西出丸と奉行丸は石垣を崩し近代堡塁が築いた。西南戦争時には砲台として大いに活躍し、空堀は鎮台家族の避難場所として利用された。西出丸と二の丸の間の空堀は元はv字型の薬研堀であったが、1953年の熊本水害の廃棄物を投棄され、更に1960年の熊本国体の際にテニス会場として整備された（L字型の北側にハードコートの跡が残っている）為、半ば埋め立てられていた。1990年代の西出丸復興整備の際、西側は元の薬研堀に戻されたが、掘り返しの為、重機が入り底が踏み固められて雨水が残るようになり一部水堀の様になっている。

#### 二の丸
二の丸は西出丸の西側を大きく覆う郭。加藤家時代には完成しておらず、細川家入部後に完成している。元和偃武以降の平和な時代に完成したため石垣で防備を固めていない部分もある。櫓は少ないが要所に松井山城預かり二階櫓・有吉預かり二階櫓等、二階建ての多聞櫓で防備を固めている。特徴としては薩摩街道を二の丸西側から北側の二の丸櫓門へと郭内を通しており、平時は庶民も城内を通っていた。二の丸櫓門から京町台の狭隘部は現在橋が掛けられているが、これは明治以降市電を通すために切り通されたもの。藩政時代はそのまま京町台とほぼ同じ高さで繋がっていた。そのため西南戦争では京町台を占拠した薩軍から激しい攻撃に晒されたが、防備が固く1塁も渡さず守りきっている。又、細川重賢により藩校時習館も作られており明治以降、陸軍幼年学校、熊大医学部や県立第二高校も一時置かれる等、文教施設として利用されていた。現在も県立美術館と細川家の文物を展示する永青文庫別館がある。

#### 三の丸
三の丸は二の丸西方にU字型に覆う郭。ほぼ細川藩政時代に整備され、点在する櫓周辺以外は石垣もなく茶臼山の地形そのままを生かしている。そのため、平坦でなく崖下の段丘や茶臼山の山裾も纏めて三の丸とされている。郭内は重臣の中屋敷や中級家臣の上屋敷地として整備され、茶臼山V字型の西端には藤崎八幡宮の鎮守の森となっていた。現在も藤崎台県営野球場の大楠として藤崎八旛宮移転後も痕跡を残している。西南戦争における熊本城攻防戦はこの三の丸や出丸の段山を巡る攻防戦が主で、石垣のある本城周辺では縦深が浅い北側を除き戦闘が行われなかった。薩軍はこの郭の攻防だけで熊本城の攻略に失敗したと言えよう。現在は本城の東側に中心市街地があるが、藩政時代は三の丸の更に西方から南方に城下町があった。そのため二の丸との間を通る薩摩街道に広馬場を設け城下民向けの高札を掲げる場所としていた。又、江戸中期までは現在の内坪井町周辺も三の丸として整備していたが（旧掘割が内坪井公園として残っている）、理由不明ながら放棄し中下級家臣用の屋敷地としている。

#### 出丸

##### 千葉城
千葉城は茶臼山の東側にある小丘陵。茶臼山周辺で最初に作られた城郭である。現在は県道303号線（旧国道3号線）が熊本城との間にありシームレスで繋がっているが、藩政時代は玉川という小河川が流れていた。玉川と坪井川に区切られた独立の城郭であったが、櫓などは無く中級家臣の屋敷地として整備されていた。千葉城は宮本武蔵の屋敷もあったが、氾濫を繰り返す坪井川を大正以降掘削したことで旧宮本武蔵の屋敷地は河道になり、玉川を埋め立て、頂上一帯にNHK熊本放送局の放送会館が建てられたため（2017年に転出）現存では一番破壊された郭となっている。

##### 古城
古城は熊本城の南端の南北に細長い台形の郭。鹿子木親員が隈本城として築城した場所でその後も佐々成政や加藤清正も肥後統治の拠点として利用している。内部は二段に別れ上部は隈本城の本丸であったようである。豊臣秀吉が九州征伐の道中隈本城のに宿泊した際には、上記室町時代の沿革にある通り名城と褒めており、桜馬場辺りまで含めた今の郭より大きい城で有ったと思われる。又、加藤清正が入部した時の地図では坪井川沿いに三層の天守（他に二層の櫓二基）を掲げており佐々成政が城主の一年足らずの内に織豊系城郭として整備してたようである。長く肥後の首府であったため、郭周辺には城下町が発展しており、加藤清正はこの城下町を纏め南側に碁盤の目状の古町として整備している。古城西側は井芹川による低湿地帯で防備と洪水に弱い。このため堀と土塁を築き内部を新町として短冊状に区画した城下町としている。この土塁が民謡「あんたがたどこさ」に出てくるせんばやまの元だと言われているが、確証はない。現在は下段は熊本中央郵便局、上段は熊本県立第一高校の敷地として利用されている。

##### 段山
段山（だにやま）は三の丸西方の独立丘である。この地の開発が始まったのは細川藩政時代後期だと思われるが、郭の工事が終わったのは幕末近い天保年間である。ほぼ円形の小丘陵であり櫓もあったようだが、すぐに明治の廃城、更に西南戦争の激戦地となり、西南戦争後は丘陵そのものを削平して周辺の土地と同じ高さになっており数枚の古写真以外は郭の概要が不明。郭そのものが完全に消失している。現在は市電の段山町電停に名称を残すのみとなっている。

### 石垣
清正は特に石垣造りを得意とし、熊本城では、始め緩やかな勾配のものが上部に行くにしたがって垂直に近くなる「武者返し」と呼ばれる形状の石垣を多用している。熊本城で使用されている武者返しは慶長の役の際に朝鮮に築かれ、難攻不落と呼ばれた蔚山倭城（うるさんわじょう）に使用した築城技術を元にしたものである。上益城郡山都町にある通潤橋は、江戸時代末期にこの熊本城の武者返しの石垣をモデルに架けられた。江戸幕府の仮想敵であった薩摩藩に対する備えとして建造されているため、南側が非常に堅固（その分北側がかなり手薄）な構造になっている。この構造が西南戦争で薩摩軍の包囲戦をしのぐことができた要因の一つとなっている。熊本市役所前の石垣は、長さとしては日本最長である。
2016年の熊本地震の際には石垣の約3割が崩落する被害を受けたが、その際、崩落した石の側面から建設時に石工が祈念や地鎮のために描いたとみられる「人形（ひとがた）」と呼ばれる人物の線刻画が発見された。

### 本丸御殿大広間

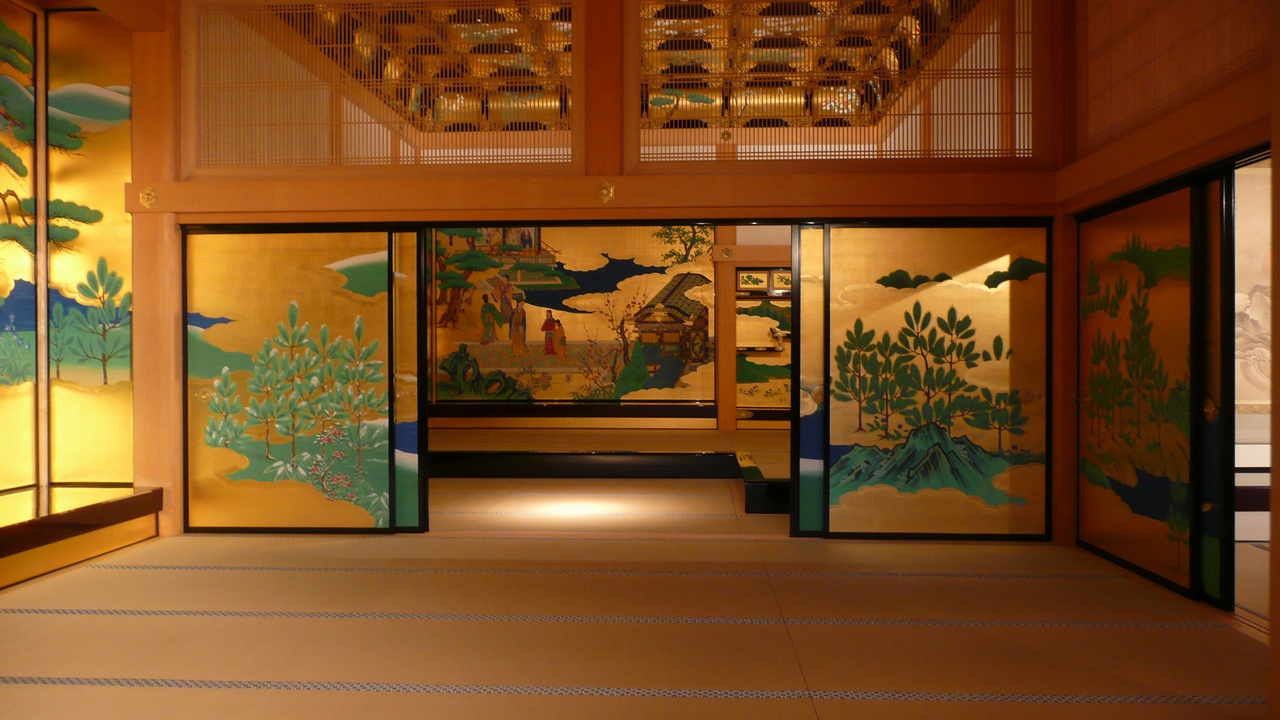
昭君之間（復元）

本丸御殿は1610年（慶長15年）加藤清正により建設され、後に藩主となる細川忠利が増築と改修を行って一応の完成をみたと思われる。慶長期の武家書院造の特徴である豪華絢爛な装飾が施され熊本藩の政庁にふさわしい高い格式を持った建物だった。公の場である「対面所」の他に藩主の生活空間である書院や台所などが組み込まれており総畳数は1570畳におよぶ大建築だった。御殿全体が石垣の上に乗った構造になっているのも他に例を見ない特徴で地下に穴蔵のような空間があり御殿の玄関もここにある。明治の火災で天守とともに焼失したが、残された平面図、絵図、外観の古写真を元に予算の関係もあり玄関、大広間、大台所、数寄屋や大広間で障壁画の有った昭君の間、若松の間の障壁画も2008年木造で復元された。

### 天守

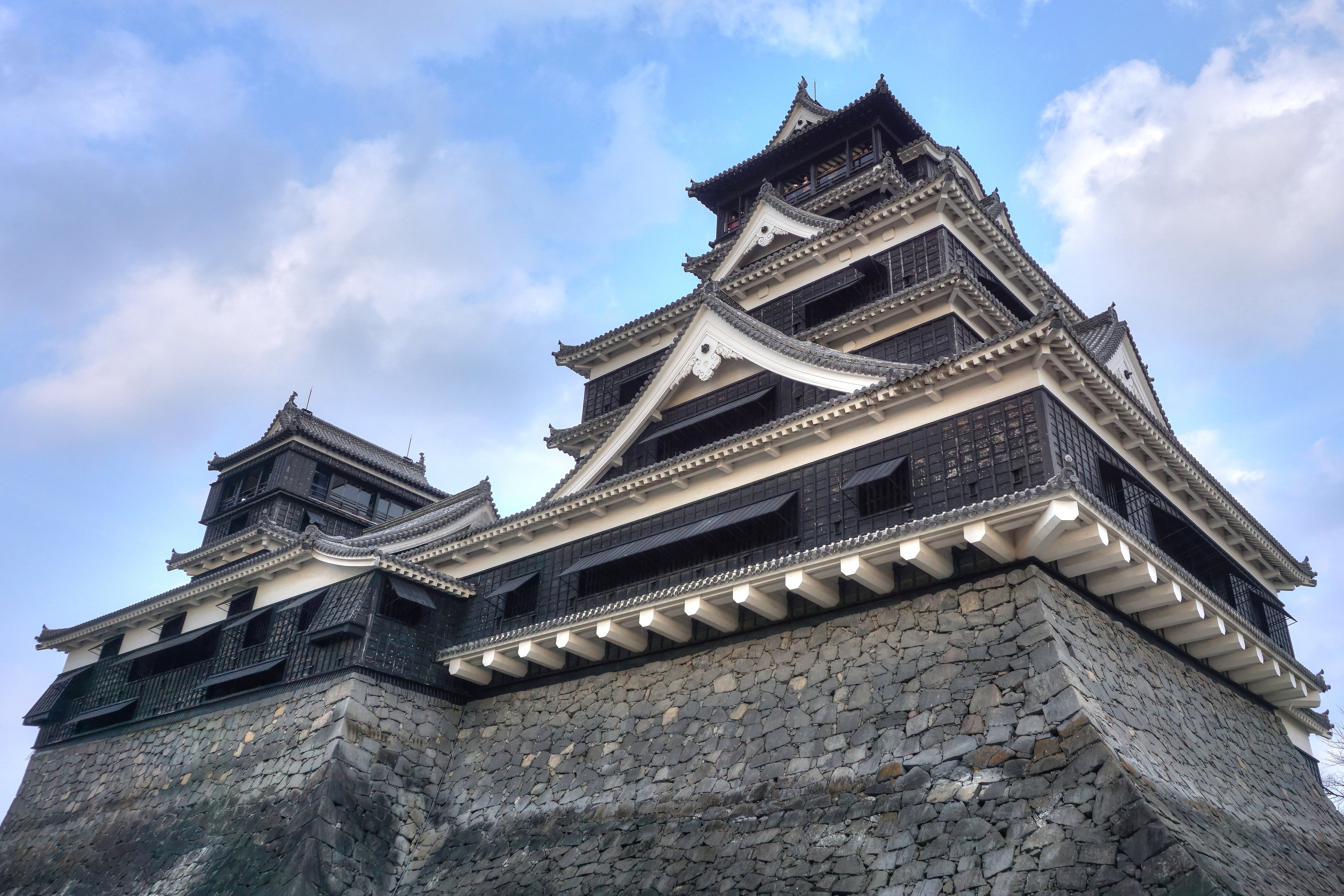
大・小天守

天守は連結式望楼型である。大天守は5重6階地下1階で「一の天守」とも呼ばれる。小天守は3重4階地下1階で「二の天守」とも呼ばれ、城主夫人のための「御上（おうえ）」という建物である。
大天守は5重の天守と見られることも多いが、2重目にあたる部分と4重にあたる部分は屋根ではなく庇であって、正しくは外観5重内部6階地下1階の天守である。萩城天守と同じように天守台から少し張り出す「張出造（はりだしづくり）」で、張り出し部分には石落しが設けられていた。現在観光用出口となっている付櫓は元は階段櫓で、そのまま多聞櫓から本丸御殿へと接続し、さらに闇（くらがり）櫓門、地蔵櫓門の3階部分を通じて数寄屋丸五階櫓、数寄屋丸櫓門まで繋がっており、屋外に一度も出ることなく西出丸へ出ることができた。
焼失前の小天守の内部の地下1階内部は土間、台所が有り小天守1階の兜佩の間と言う武具を収めた部屋や隅には其々石落とし、狭間が有り、小天守の1階には金箔張の松の間の障壁画、4階には金箔張の障壁画が有った。小天守の天守台は大天守に被さるように造られており大天守の天守台石垣の勾配より急角度であり、また天守台と建築物の間には、名古屋城天守と同様に長さ60cm程の「忍び返し」という鉄串が設けられており、再建とはいえ大天守との建築時期の相違を各所に確認できるという。これには、以下の説がある。
大天守が1601年に竣工し、10年後、文禄・慶長の役で中断された後に増築された。
1594年頃に計画した際、櫓が重なり合って景観のバランスが悪いということから、現在の位置に変更され、細部でも意匠が異なっている。
『肥後宇土軍記』によると関ヶ原の戦いの翌年、加藤清正は宇土城の縄張に不満のあるところを改修し、竣工後には自身の隠居城とすべく定めたが、この時に宇土城の天守を解体して熊本城へ運び、3層だったことから小天守と名付け、城内へ移築したと記されている。
焼失前の大天守の地下1階は土間で有り、石階段で有ったり1階内部には火縄銃が置かれた鉄炮の間や小天守が増築された際に造られた空中雪隠が東側に2部屋西側に1部屋の合計3ヶ所有り排泄物は其のまま堀へと落とされ、2階内部には武具を保管していたた御具足の間が有り、3階には槍や弓、矢を保管していた御矢の間、4階には武器や武具を保管していた御弁当の間や押入れが4ヶ所有り、6階には金箔張の障壁画が有った。大天守北側は、創建時には小天守がなく城の北東入り口である不開門（あかずもん）より本丸西隣の平左衛門丸へと続く通路であった。再建天守の観光入り口の橋下を望むと旧通路の階段が門扉も枡形もなく、直に小天守入り口に続く構造を確認することができる。現在は非公開だが、この階段を下ると裏五階櫓跡と小天守の間に旧通路をふさぐように石垣が築かれている。石垣下部には、高さ1m程の石門という通り道があり、不開門へと続く北帯曲輪へ出ることができた。石門は堀や帯郭の清掃のための通用口として利用されていたが、過去には抜け穴や水抜き穴との説があった。。また、石門を抜けた左手にも同じ造りの石垣があり、こちらは宇土櫓へと続く犬走りへ出ることができた。天守の資料に関しては焼失前の外観を撮影した古写真や江戸時代に書かれた詳細な平面図の「御天守方御居間之図」等が有る。
ちなみに、城の北東に清正が建立した豊国廟跡（立田山中腹）と、城の南西の妙解寺跡（花岡山麓）にある細川家の霊廟の2つを結ぶ直線上に天守があるという。

### 櫓
熊本城の建物は、漆喰壁に柿渋塗りの下見板張りの黒い外観が特徴である。天守以外の櫓や門の屋根には反りが少なく破風には直線かむくりが付けられている。多重櫓はすべて望楼型である。

#### 五階櫓
五階櫓（ごかいやぐら）は、3重5階の三重櫓である。往時には現存する宇土櫓のほかに、裏五階櫓、数寄屋丸五階櫓、飯田丸五階櫓、西竹之丸脇五階櫓の4基、本丸東五階櫓は後に三階櫓に改築されたが、大小天守を除く合わせて6基の五階櫓があった。これらの五階櫓は他城の天守の規模に相当した。これらは慶長年間に毛利藩が作成した熊本城略図に記載のない櫓（数寄屋丸五階櫓、西竹之丸脇五階櫓、本丸東五階櫓）もあり、一国一城令後に肥後藩領内にあった南関・佐敷・内牧城等、肥後十支城（内二支城は豊後の飛び地）の天守を移築したものではないかとの説がある。

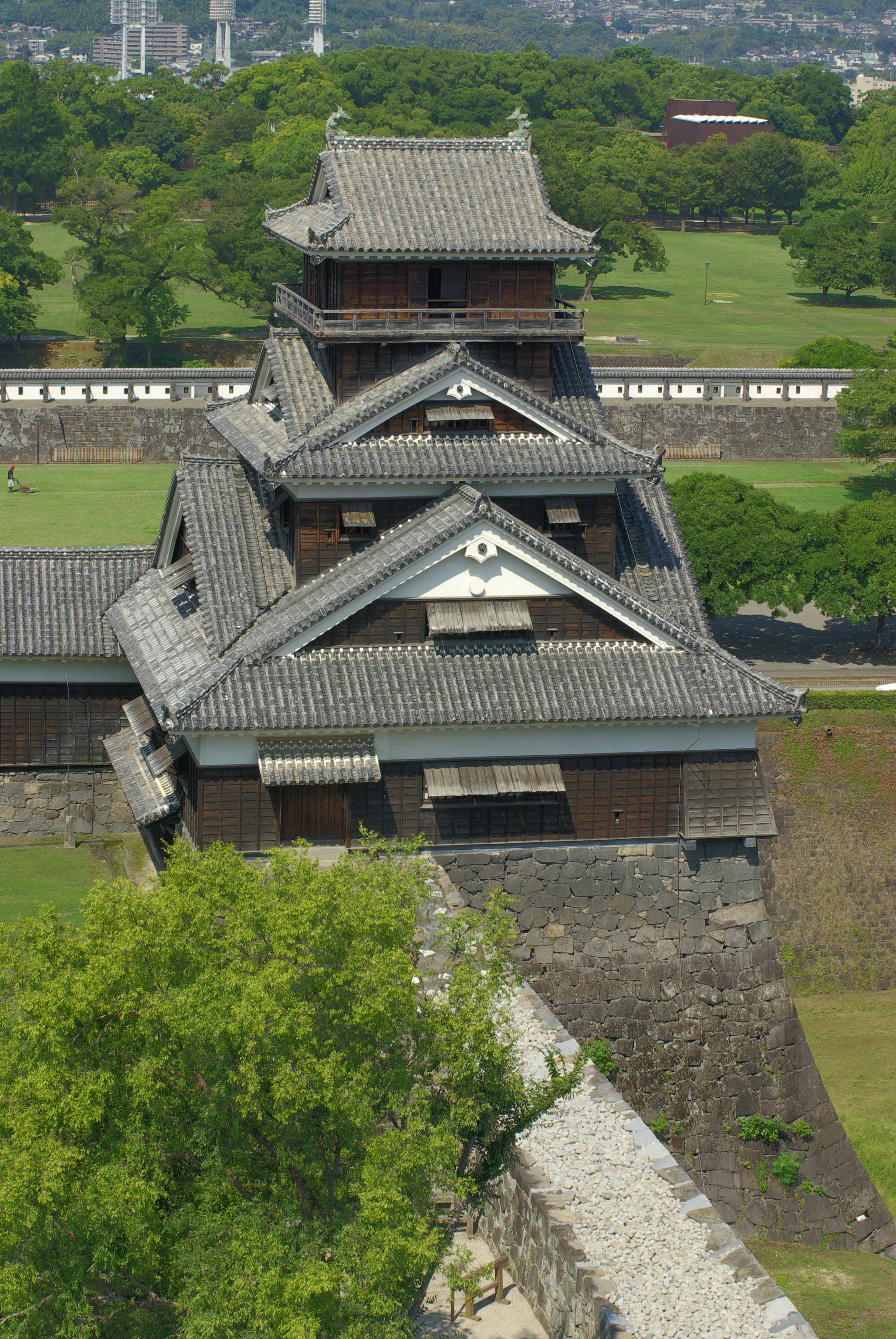
宇土櫓　(現存)

宇土櫓
かつて6基あった五階櫓の中でも唯一現存する宇土櫓（うとやぐら）は、大小天守を除いて最大の櫓で「三の天守」とも呼ばれる。3重5階地下1階で高さは約19mあり、近世以前に建造され現存する全国の天守や櫓と比較しても、姫路城、松本城、松江城の天守に次いで4番目に高い。加藤清正の創建した初代天守ではないかという見方もある。
破風はむくりを持ち、諸櫓と同じ仕様で造られているが、最上階に外廻縁を持つ。平成元年（1989年）の修理の際、2重目と3重目の建築方法の違いと3階部分の増設が判明している。このため当初は二層二階（地下一階）で建設され、三層四階に増築され更に三層五階に改められたとされている。
以前は宇土城の天守を移築したものと伝えられ、明和9年（1772年）に森本一端が記した『肥後国誌』（下巻）によって通説化したが、昭和2年（1927年）の解体修理の際には移築の痕跡が見られず、城戸久などがこの説を否定した。宇土櫓に関して記された最も古い文献である別井三郎兵衛の『御城』（寛文6年＝1666年）には「御天守西ノ御丸　五階御矢蔵」とあり、同じ寛文年間に作成された熊本城絵図には「平左衛門丸五階櫓」と記載されている。宇土櫓のある平左衛門丸は加藤時代に重臣加藤平左衛門の屋敷があり、宇土城主小西行長の旧臣だった者を管理する施設も併設されていたため、このエリアの櫓には「宇土三階櫓」（平左衛門丸二重櫓）のように「宇土」を冠したと享保から延享期成立の『肥後録』にある。熊本城の諸櫓の再建に携わっている北野隆（熊本大学教授）は「宇土櫓」も同様の由来による呼称としている 。

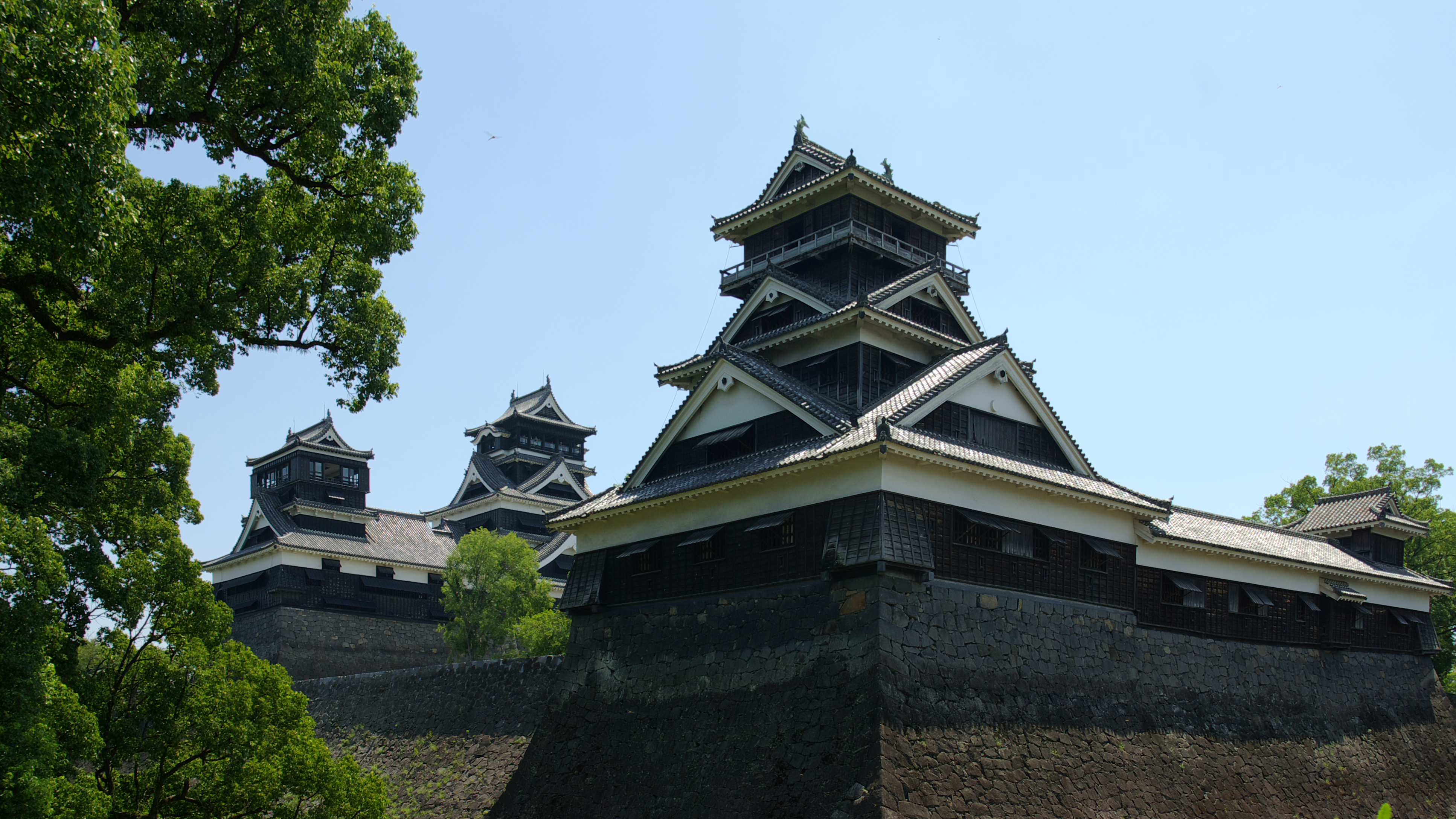
宇土櫓、二階櫓を含む続櫓が連なる。左に、大天守・小天守を望む。
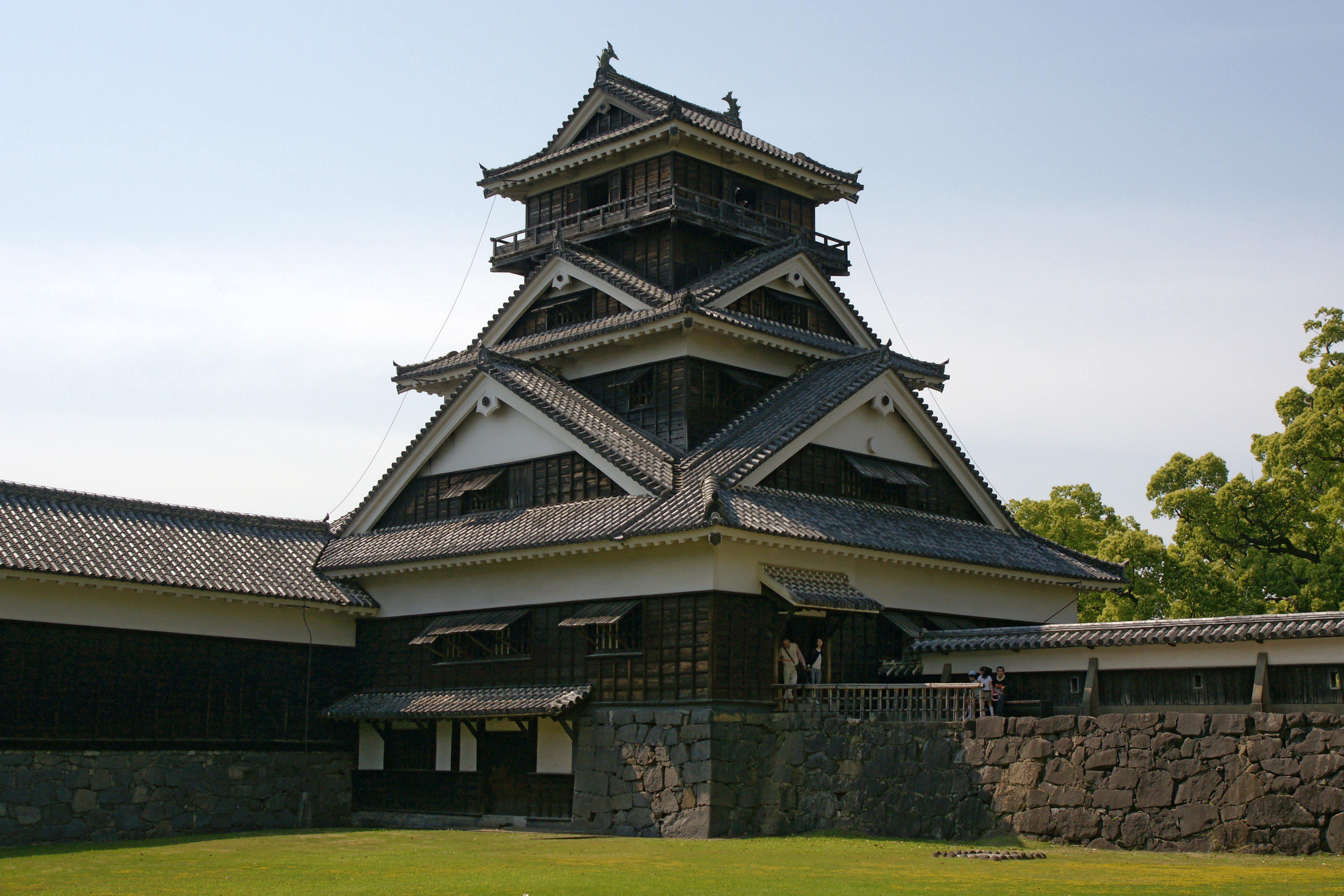
平左衛門丸から望んだ宇土櫓。最下部に石蔵を設けていることが判る。
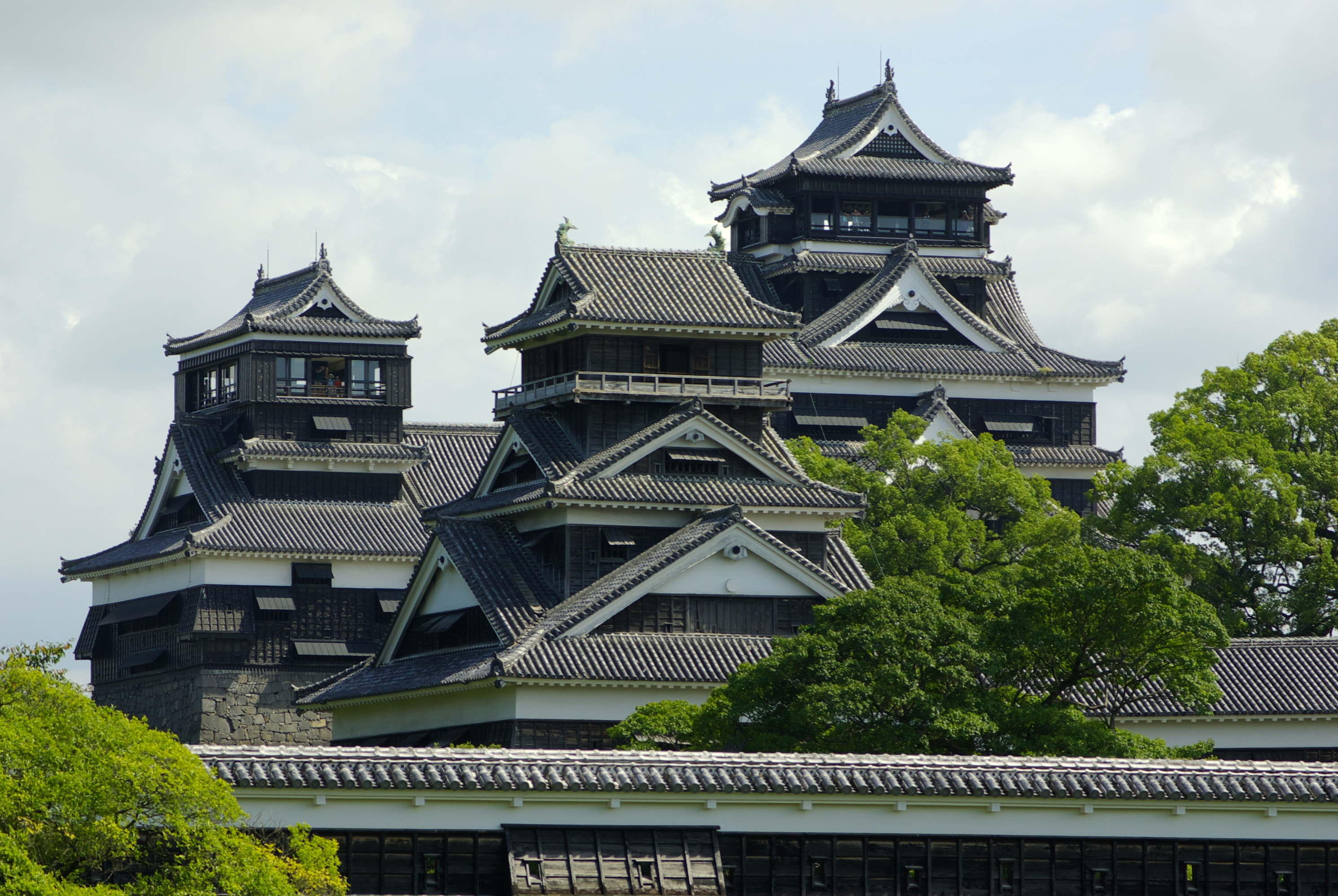
角度によっては、大天守（右）、宇土櫓（中）、小天守（左）が立ち並ぶ。
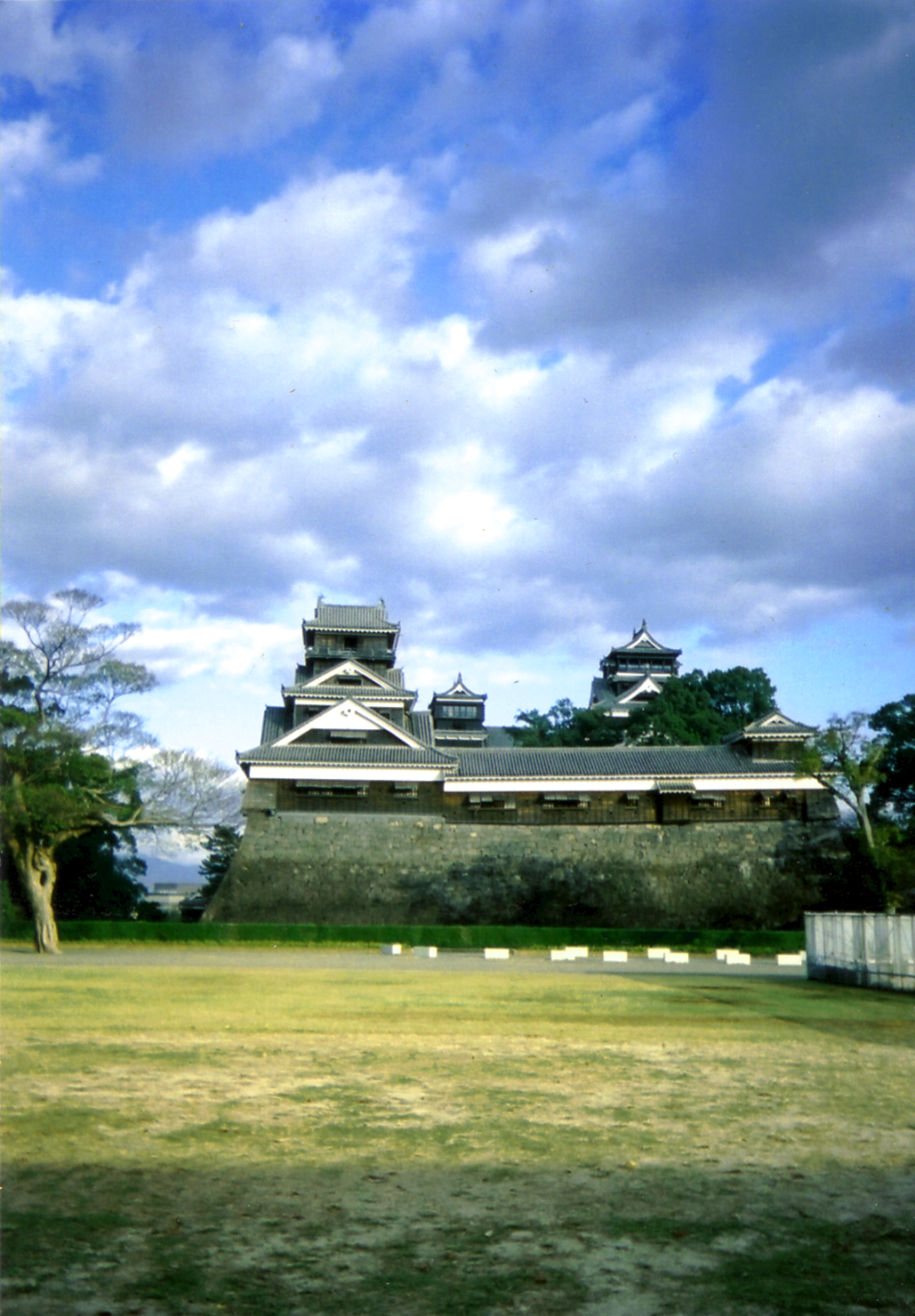
宇土櫓に連なる続櫓は水平でなく、微妙に上方に傾斜がついていることが判る一枚。

西竹之丸脇五階櫓
西竹之丸脇五階櫓（にしたけのまるわきごかいやぐら）は別名「独立櫓」ともいわれる。現在の櫓台の石垣は郭から孤立しており入口階段がないが、往時は、札櫓門の三階を通じて塩櫓・飯田丸三階櫓と繋がっていた。防衛面で見ると竹之丸から飯田丸へのS字型の連続枡形虎口中心部にあり、通路を櫓の南・西・北面に通し飯田丸三階櫓と挟撃し札櫓門で侵入を防ぐ南側の重要拠点であった。櫓周辺は当櫓以外にも多層櫓や多層櫓門が狭い区域に重なり全体像が分かる古写真が無い。西南戦争の罹災を免れていたが、その戦後にまとめて陸軍により破却されている。
飯田丸五階櫓
左は明治時代の古写真。写真左端から、西櫓門続櫓、百間櫓、大天守、飯田丸五階櫓、五階櫓直下にはL字型の要人櫓が写る。このうち、五階櫓が2005年に復元された。飯田丸五階櫓（いいだまるごかいやぐら）は、飯田丸の南西隅にあった櫓である。櫓台の石垣は2段に築かれており、かつては1段目にL字型の要人櫓を配し、より立体的に攻撃できるようになっていた。なお、石垣は元々段差がなく、後に五階櫓の櫓台に1段目を被せるように造ってある。この痕跡は元札櫓門へのクランク左側の石垣に旧石垣の反りを確認できる。防衛面では竹の丸門（現、櫨方門）周辺と西出丸へと続く南坂への攻撃や指揮所として役割があった。西南戦争前に陸軍により破却されていたが、平成17年（2005年）に木造復元によって再建されている。

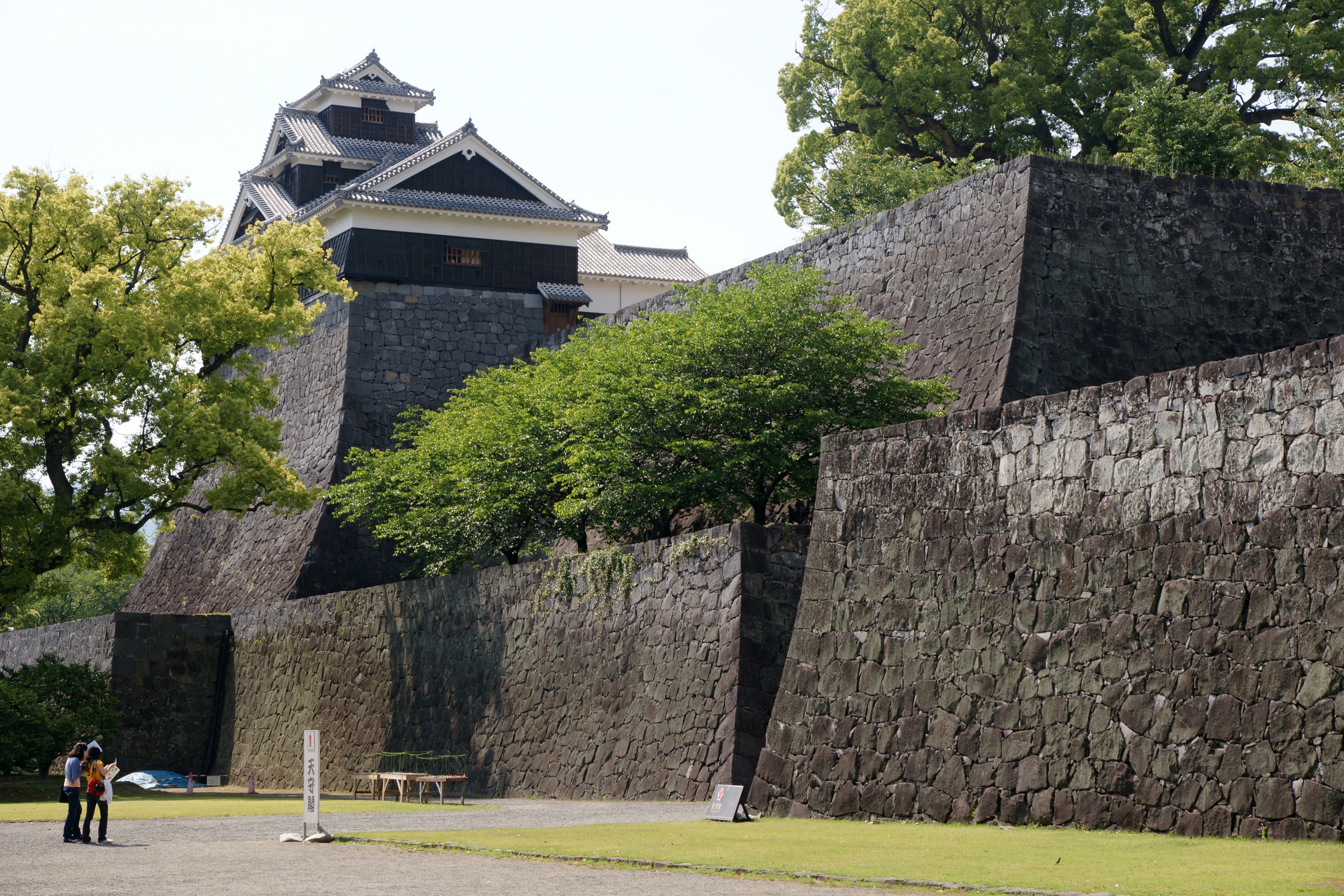
五階櫓直下の高石垣。写真左端の下段には、L字型の平櫓（要人櫓）があった。
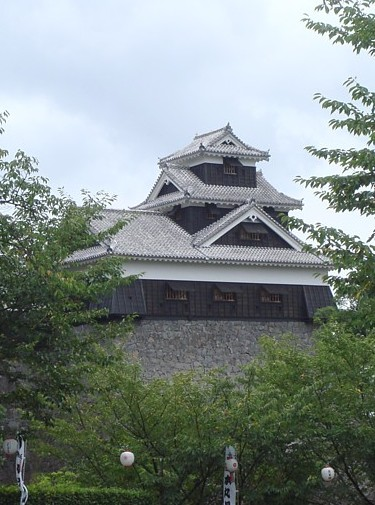
飯田丸五階櫓が三層櫓であることが判る一枚。
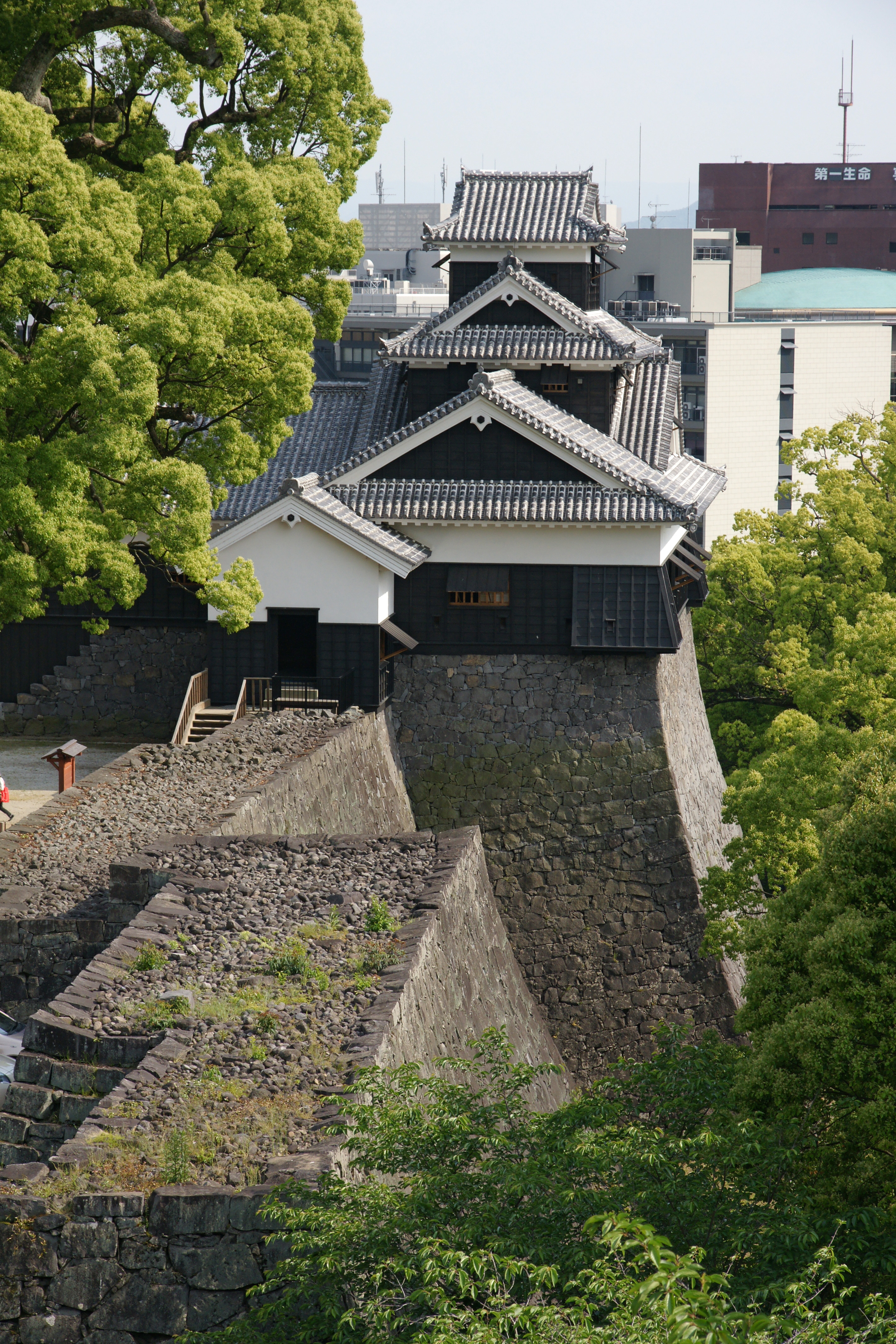

裏五階櫓

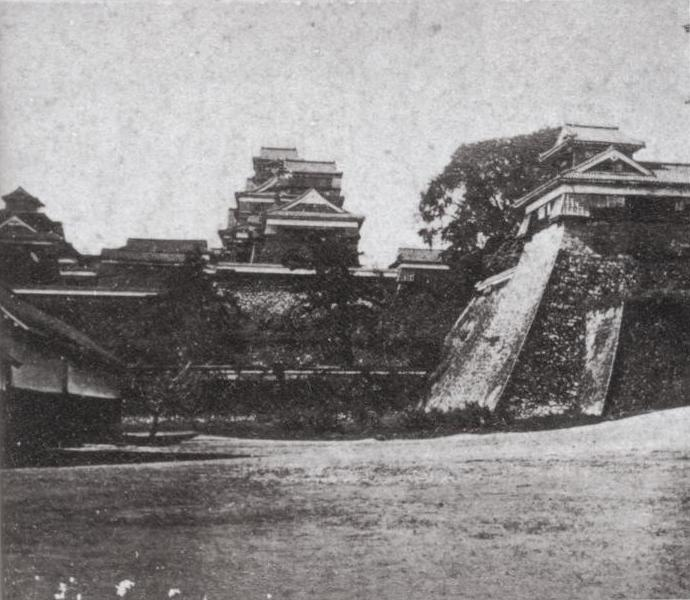
棒安坂付近から見た古写真。写真左端より、裏五階櫓、大・小天守、平櫓（御肴部屋櫓）、右端に櫨方三階櫓。

裏五階櫓（うらごかいやぐら）は本丸北端にあった櫓である。1重目に対し2・3重目の逓減率の大きい初期望楼型で1重目東面が西面より半間長い台形状になっている。また、熊本城の初代天守や隈本城の旧天守との説がある（宇土櫓にも同様の説がある）。北帯曲輪や不開門を見下ろす位置にあり、厚みのない北側の拠点である。かつて北帯曲輪が平左衛門丸へと続く通路であった際、通路から本丸への入口を櫓の南隣の本丸埋門に通しており、本丸北口の守りの要でもあった。西南戦争前に陸軍により破却されている。再建計画はあるものの、前述の入口の石段は破却されたままで、現在、櫓跡地には公衆便所が置かれている。
数寄屋丸五階櫓
数寄屋丸五階櫓（すきやまるごかいやぐら）は数奇屋丸の南西隅にあった櫓である。かつては数奇屋丸二階櫓や続櫓を通じて長櫓上三階櫓に接続していた。1階平面は8間×10間半で五階櫓の中でも最大であり、他の五階櫓に比べるとやや平べったい重厚な造りであった。又、最上層の南面は東半分半間飛び出ている偏った凸字になっており屋根も含め特殊な形状をしていた。防衛面では飯田丸の西櫓門を見下ろす位置にあり、南坂を上ってきた敵の迎撃や指揮所として役割があった。五階櫓の中で最初に取り壊されており、古写真が極めて少ない。

#### 三階櫓

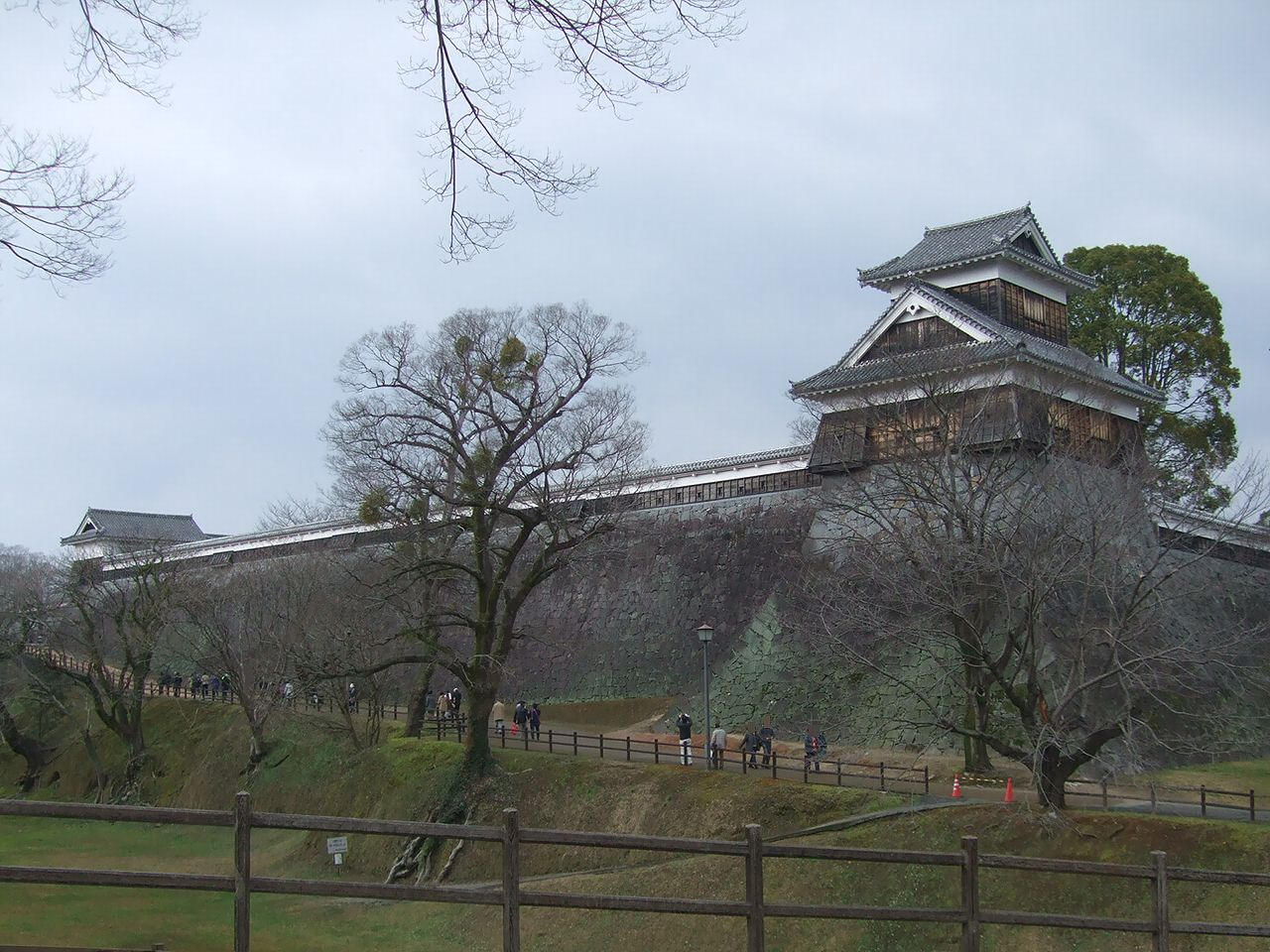
元太鼓櫓（左奥・復元）　未申櫓（右手前・復元）

往時には小広間西三階櫓、月見櫓、本丸東三階櫓、飯田丸三階櫓、長櫓上三階櫓、戌亥櫓、未申櫓、櫨方三階櫓、森本櫓の9基の三階櫓があった。構造は小広間三階櫓を除き2重3階の二重櫓であった。
小広間西三階櫓
小広間西三階櫓（こひろまにしさんがいやぐら）は本丸南西隅にあった櫓である。他の三階櫓と異なり、唯一3重3階の造りになっている。上記の熊本城略図に記載がなく、細川忠利入部時に増設された石垣の上（二様の石垣）に建てられており細川氏が新設した可能性がある。櫓の形状は小広間二階櫓の西端に望楼部を増設したような一体構造となっており、本丸御殿とは東西2棟の続櫓で繋がっていた。明治期に西南戦争で焼失するまでは鎮台司令部が置いてあり、内部は御殿造りであったようである。
月見櫓
月見櫓（つきみやぐら）は本丸南東端にあった櫓である。内部2階の櫓に望楼を乗せた造りであった。望楼部は宝形造の屋根を持つ正方形で、総塗込めに大きい窓を備えるなど、名称の通り観月に適した軍事色の低い櫓である。本丸御殿には南北2棟の続櫓で繋がっていた。西南戦争で焼失している。
本丸東三階櫓
本丸東三階櫓（ほんまるひがしさんがいやぐら）は本丸東端にあった櫓である。享保19年（1734年）に作成された「肥州録」には三之門五階櫓と記されているが、明和6年（1769年）の「城内御絵図」には三階御櫓と記されている。この35年の内に三階櫓へと改築されたようであるが、現時点では改築の理由や正確な年月については不明である。東竹之丸より本丸東口の防衛拠点であり他の櫓から独立していたが本丸御殿とは三之櫓門三階で繋がっていた。西南戦争時の火災で焼失している。
飯田丸三階櫓
飯田丸三階櫓（いいだまるさんがいやぐら）飯田丸の南口にあった櫓である。竹之丸から天守方面を望むと天守正面に位置するところに建っており、札櫓門を通じて塩櫓・西竹之丸脇五階櫓と繋がる南側の重要拠点であった。西南戦争の罹災を免れていたが、その戦後にまとめて陸軍により破却されている。
長櫓上三階櫓
長櫓上三階櫓（ながやぐらうえさんがいやぐら）は数寄屋丸の西面にあった櫓である。数寄屋丸五階櫓から数奇屋丸櫓門への多聞櫓上に、望楼部を増設したような一体構造となっていた。南大手門を攻撃する敵を横撃する位置にたっており宇土櫓と並び本丸西面の重要防衛拠点であった。鎮西鎮台が城内に司令部を置いた後、数寄屋丸五階櫓と一緒に他の櫓に先駆けて破却されている。
戌亥櫓
戌亥櫓（いぬいやぐら）は西出丸北西隅にあった櫓である。構造は未申櫓と同一で、同時期に建設されたものと思われる。安永8年（1779年）に修復が行われた際に、棟札に慶長7年（1602年）完成、当時の名称は「大黒矢倉」と記載されてあったとの記録が残っている。鎮西鎮台が城内に入った後、司令であった桐野利秋の指示により西出丸は石垣ごと取り崩され、戌亥櫓も破却されている。平成15年に未申櫓と一緒に木造で復元された。
未申櫓
未申櫓（ひつじさるやぐら）は西出丸南西隅にあった櫓である。構造は戌亥櫓と同一で、同時期に建設されたものと思われる。鎮西鎮台が城内に入った後、司令であった桐野利秋の指示により西出丸は石垣ごと取り崩され、未申櫓も破却されている。平成15年に戌亥櫓と一緒に木造で復元された。
櫨方三階櫓
櫨方三階櫓（はぜかたさんがいやぐら）は西出丸北東隅にあった櫓である。西出丸の他の三階櫓と異なりL字型の櫓の中心部に望楼を載せた形状となっている。名称は、細川藩政期に西出丸の当櫓のある一角に、櫨方会所（藩の専売品である蝋を取扱う部署）が置かれたことに由来する。西南戦争前に鎮台により破却されている。
森本櫓
森本櫓（もりもとやぐら）は三の丸北西にあった櫓である。本丸からは最も離れたところにある多重櫓で、西に向かって広い熊本城のほぼ西端にある重要拠点である。名称は加藤清正重臣の森本一久の森本家（子孫が細川家に仕え歴代当主の通称が義太夫）に由来し、古くには「森本義太夫預かり三階櫓」と呼ばれていた。明和7年（1770年）に城下からの火災に類焼し、その後は再建されずに明治を迎えた。

## 遺構

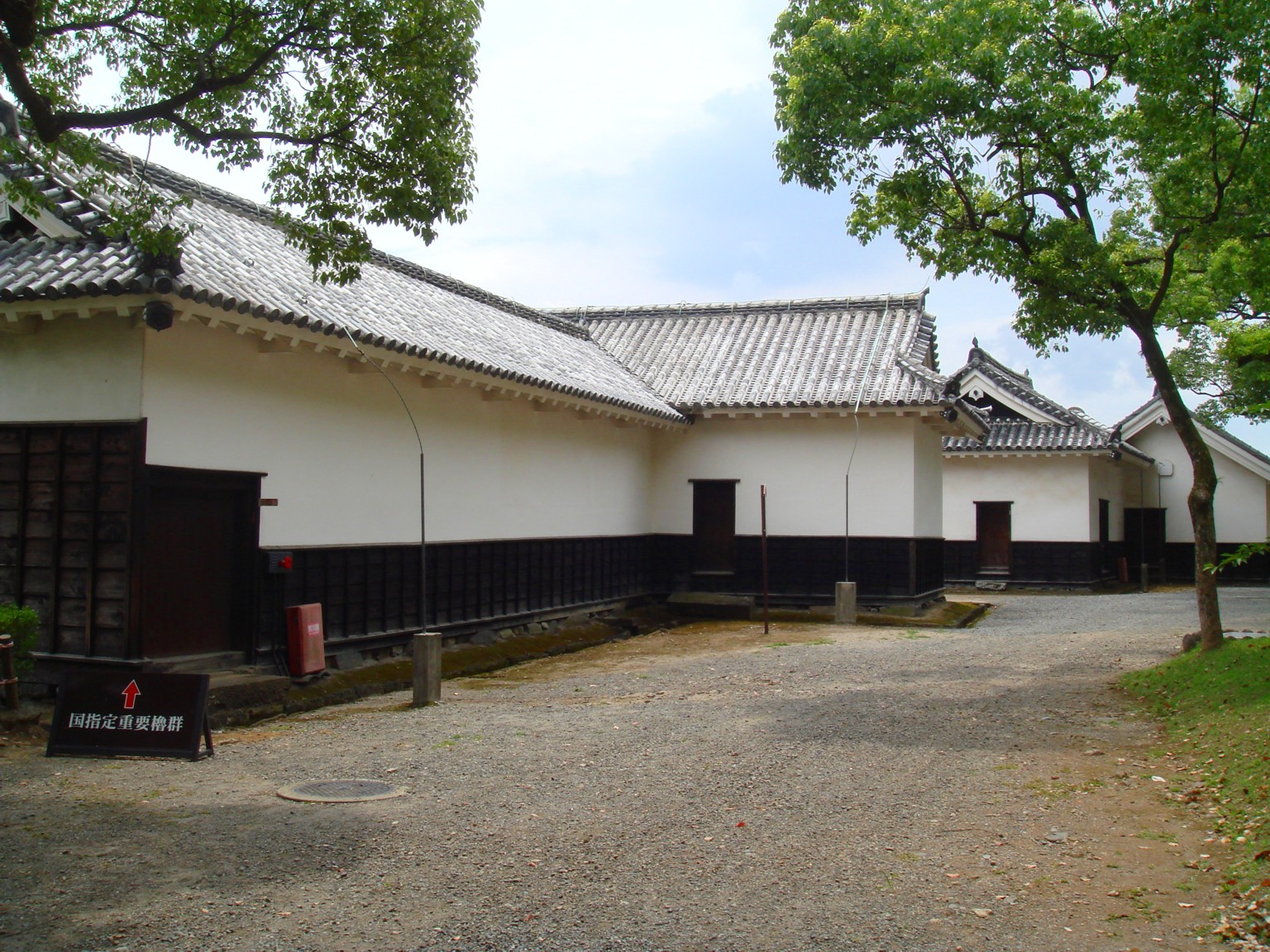
東竹之丸の櫓群 手前から源之進櫓（L字形平面）、四間櫓、十四間櫓

宇土櫓をはじめ監物櫓（長岡図書預櫓）、平櫓、五間櫓、北十八間櫓、東十八間櫓、源之進櫓、四間櫓、十四間櫓、七間櫓、田子櫓の各櫓、長塀（全長約242m）、不開門の13棟の遺構は現存し、それぞれ国の重要文化財に指定されている。
現存する建物のほかに、飯田丸五階櫓・南大手門・未申櫓・戌亥櫓・西出丸長塀などが復元され、また、平成19年（2007年）の清正による築城400周年にあたり、12月末に本丸御殿大広間の復元工事がほぼ完了し、2008年4月20日から一般に公開されている。他の多重櫓などの復元も長期に計画されている。
また、外観復元されていた馬具櫓が木構造部分が老朽化したため、木造で改めて復元される。
かつて天守内には細川家の御座船「波奈之丸」（なみなしまる）の御座所部分が展示されていたが、熊本地震後に搬出された。この波奈之丸の御座所部分は「細川家舟屋形」として国の重要文化財に指定されている（所有者は永青文庫）。「細川家舟屋形」は2016年から2018年にかけて天井画の修理が行われ、2018年から熊本市立熊本博物館にて公開が再開されている。

### 重要文化財建造物
以下の13棟が国の重要文化財に指定されている。
- 平左衛門丸
  - 宇土櫓（古外様櫓、二階櫓を含む）
- 東竹の丸
  - 田子櫓
  - 七間櫓
  - 十四間櫓
  - 四間櫓
  - 源之進櫓
  - 東十八間櫓
  - 北十八間櫓
  - 五間櫓
  - 平櫓
  - 不開門
- その他
  - 監物櫓（監物台樹木園）
  - 長塀（坪井川端）

2016年の熊本地震で、重要文化財建造物13棟のうち北十八間櫓、東十八間櫓の2棟が倒壊。宇土櫓、不開門、長塀の3棟が一部倒壊。他の8棟にも傾斜、外壁破損等の被害があった。

## 城下町
城下町は西南戦争における戦闘で焼失し、その跡には一般的な市街地が形成されたため、現在ではほとんど面影は残されていない。しかし、辛島町から熊本駅までの一帯には城下町の町割りのまま道路が敷かれているほか、呉服町、魚屋町、古大工町、紺屋町といったかつての職人町の地名が数多く残っている。

## 特記事項

### 加藤氏にかかわる話

御幸橋南詰にある「清正公」像

江戸時代、熊本藩の歴史の大半を占めたのは細川氏であったが、西南戦争で天守が焼失する様を地元の人は「清正公（せいしょこ）さんの城が燃えている…」と悲しんだといい、西南戦争の際、官軍の守る熊本城を攻め落とすことができなかった西郷隆盛は「おいどんは官軍に負けたとじゃなか。清正公に負けたとでごわす」と言った。このように、熊本城には加藤氏・加藤清正にかかわる話がある。

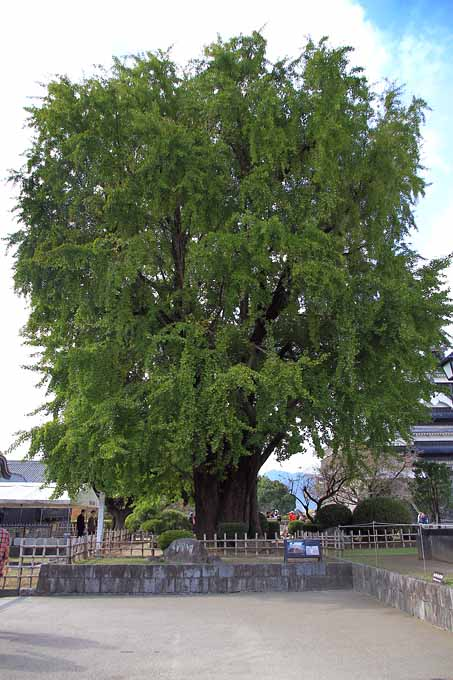
大銀杏

銀杏の木
「銀杏城」という名の由来になっているのは、城内に植えられた銀杏（いちょう）の木である。これは、篭城戦になった時の食料確保のため、築城時に加藤清正がこの銀杏を植えたという。朝鮮出兵での蔚山城籠城戦で食料不足に苦しんだ経験を生かしていると言われているが、この銀杏の大木は雄木なので実はならず、城内を知らない者が後世創った俗説と考えられる。また、清正は「この銀杏の木が天守と同じ高さになった時にこの城で兵乱が起こるだろう。」とつぶやいたという言い伝えがある。明治時代、清正が植えた銀杏の木は天守と同じ高さになっていたが、明治10年に西南戦争が起こり、熊本の城下が戦場となった。現在の銀杏は二代目である。
また、同様に篭城時の食料の確保に関して、清正は城内の建物の土壁に干瓢（かんぴょう）を塗篭め、畳床には食用になる里芋茎を用いて備えた。
替えの建材
細川家の治世中に、ある櫓の柱が腐ってしまった。交換のため櫓の解体をしたところ、「この柱はどこそこの池に替えの木材を沈めている」と書いてあり、指定の池を調べたところ、果たして木材が出てきて清正の準備のよさに驚いたとの逸話がある。いつ、どの櫓、どこの池というのが全く伝わっていない類の話ではあるが、城の管理者が細川家に移っても清正にかかわる話が創られていたことがうかがえる。
井戸
清正は水においても設計は手堅かった。朝鮮出兵における蔚山城籠城戦で、特に水で苦労したことから、城内に120箇所の井戸を掘り、籠城に備えている。どの井戸も規模が大きくて深く、しかも水量が豊かであった。これらは江戸時代を通じ、そして西南戦争で官軍が籠城した際にも使われ、官軍の勝因の一つとなった。
昭君之間
本丸御殿の最深部には、中国の故事に登場する王昭君の絵画（襖絵とも屏風絵とも言われる）のある「昭君之間（しょうくんのま）」と呼ばれる部屋があった。この部屋には鶯張りの廊下や外へと通じる隠し通路があったといい、藩主の居間として使われていたようだが、一説によると、豊臣家の有事に際し秀吉の子秀頼を密かに匿うために造られた部屋であると言われている。“しょうくん”＝“しょうぐん”（将軍）の意とする説がある（当時は濁点を打たないので、仮名で書けば同一になる）。表面上は天下人の徳川家康に恭順しながらも、秀吉への恩を忘れない清正の忠義を示しているのだという。
二の丸
重臣の屋敷や後に藩校も置かれた二の丸はそれらの間を縫うように街道（薩摩街道）を通らせる構造であった。江戸時代の最初期には薩摩藩島津家の大名行列もこの街道を利用していた。隣地とのこともあり加藤家と何かと反目していた当時の薩摩藩主、島津家久は他藩である熊本城内を鑓を立てて通る示威行為を行った。すると、すかさず街道沿いの全ての銃眼の戸を開き、銃口を向けて鑓を伏せさせたという話が残っている。島津家の大名行列は、後に領内より船で大坂へ渡るルートへと変更されたのでこの後、互いの領内でのトラブルはなくなったが、関ヶ原の戦い後の緊張感と熊本城の主な目的が伝わる逸話である。
石垣作り
江戸幕府の開初期、家康より江戸城の石垣普請で浅野家（浅野長晟）と加藤家は当時、沼地であった桜田から日比谷辺りに至り隣合って石垣工事を命じられた。浅野家は、早速工事にとりかかり期限より大分早く石垣を築き上げた。一方、加藤家は森本一久の進言によって予定地一面にアシなどのカヤを敷かせ、その上に砂利や土を被せて近所の10歳から14歳までの子供に開放して遊ばせた。その様子を他藩の人々は笑ったという。そうして、期限いっぱいかけて石垣を築き上げた。家康は、浅野家の素早い工事を褒め、浅野家の工事責任者には褒賞を与えた。ところが、翌、慶長19年（1614年）の大雨時に浅野家の工事区間の石垣は基底部から脆くも崩れたのに対し、隣の加藤家の工事区間の石垣はビクともせず、浅野家は再工事の出費がかかる上、恥をかくことになった、という逸話がある。この話は2代忠広の時のこととされている。
平成20年（2008年）に再建された本丸御殿の地質調査時に、この逸話を裏付ける調査結果が出た。現在の熊本城の本丸は版築による増築部があることが判明した。

### 焼失の原因
本丸御殿再建に伴う発掘調査で西南戦争の火災で焼けた様々な出土品が出たが、同時に焼失したとされた兵糧米500石分の痕跡が見つからなかった。通常、大量の米が焼失すると中心部は炭化米として残るが大量の出土品の中から炭化米はついに出なかった。また、今まで城域全てがこの火災で焼失されたと伝えられていたが実際の罹災範囲は上記、概要にあるように現在の本丸部分と東竹之丸の櫓門1つだけに限定されたものであった。この火災原因には様々な説があり、今までは鎮台の自焼説は篭城兵糧を失った点に問題があると指摘されていた。
熊本城公式サイトでは「時代遅れの天守閣を焼き、兵に籠城を覚悟させるため、司令長官の谷干城（たにたてき）が命じ、参謀の児玉源太郎（こだまげんたろう）が火を付けたという説が現在では有力」と記されている。

### アメリカ製軍用品の出土
西南戦争における戦いの舞台となった熊本城では、政府軍によって各種軍用品が持ち込まれており、現代の発掘調査の過程で発見されることがある。2003年には本丸御殿近くの遺構から政府軍高官が所持していたと推測されるスミス&ウェッソン製回転式拳銃のモデル No.2が出土しており
、2021年の調査でも平左衛門丸からアメリカ軍（北軍）の装備と思われるベルトバックルが発掘されている。アメリカは南北戦争後に余剰となった兵器を日本に輸出していたが、熊本城からの出土品によって兵器のみではなく軍装品類も輸出されていたことが推察できる。

## 現地情報
2016年4月の熊本地震の熊本城被災により、熊本市は公園の有料区域全域の公開を中止し、一部地域を除いて立ち入りを禁止している。
熊本市熊本城総合事務所は2016年4月27日付の報道資料 で立ち入り禁止区域を伝えた。
公益財団法人日本城郭協会は2016年6月14日に公式サイト で熊本城の立ち入り禁止区域変更について、「熊本城」公式ホームページを示して 一部解除されたことを伝えた。
熊本城総合事務所は、2016年8月1日12時（正午）より市道宮内1号線の交通規制解除とそれに伴う三の丸第2駐車場の共用開始を「熊本城」公式ホームページを通じて伝えた。

### 熊本城の管理者
- 熊本城が所在する熊本城公園の敷地は国の土地であり、財務省九州財務局の管轄下にある。敷地は熊本市に無償貸与され、熊本市が管理及び整備を担っている。園内に所在する文化財のうち特別史跡熊本城跡、重要文化財熊本城諸櫓及び近く指定を予定されている公有の地域については、文化財保護法に基づき熊本市が管理団体に指定されている。天然記念物藤崎台のクスノキ群の指定地域については熊本県が直接管理を行っている[48]。また園内にはこの他に県有施設および市有施設が所在しているが、各施設の敷地は県および市が管理を行っている。
- 1951年10月、文化財保護法第113条の規定に基づき、熊本市が特別史跡熊本城跡の管理団体に指定された。
- 1959年7月および1962年3月、文化財保護法第32条の2の規定に基づき、熊本市が重要文化財熊本城（13棟）の管理団体に指定された[49]。

### 交通
- 熊本市電 花畑町電停より 城内まで約30メートル、櫨方門まで約400メートル、頬当御門まで約600メートル。
- 熊本市電 熊本城・市役所前電停より 城内および須戸口門まで約200メートル、不開門まで約400メートル。
- 熊本桜町バスターミナルより 城内まで約300メートル、櫨方門まで約400メートル、頬当御門まで約600メートル。
- 熊本桜町バスターミナルより 二の丸駐車場まで熊本都市バス「熊本城周遊バス（しろめぐりん）」で約11分 160円（9:17 - 17:17）
- JR熊本駅より 二の丸駐車場まで熊本都市バス「熊本城周遊バス（しろめぐりん）」で約28分 160円（9:00 - 17:00）
- 桜の馬場 城彩苑より二の丸駐車場まで(震災前は頬当御門まで)麻生交通「城彩苑シャトルバス」で約5分 無料（9:00 - 17:00）または熊本都市バス「熊本城周遊バス（しろめぐりん）」で約5分 160円（9:23 - 17:23）
- 熊本市電 杉塘電停より 城内（三の丸公園）まで約150メートル。
  - 周囲には旧細川刑部邸や熊本市立熊本博物館、藤崎台県営野球場などがある。

### 一口城主
1998年（平成10年）に熊本市が熊本城の復元整備事業の財源拠出のため一口城主を創設し広く寄付を募った。熊本城に対して一定額以上の寄付を行った人を一口城主として認定し、天守閣内に城主として認定を受けた寄付者名の書かれた札がかけられる。この試みは成功し、地震前の2016年（平成28年）3月末までに、およそ18億円を集めた。
「復興城主」は「一口城主」を踏襲するかたちで、2016年（平成28年）11月1日から受け付けを開始した。

## 城域一帯の施設
- 加藤神社
- 監物台樹木園
- 熊本県立美術館（本館は熊本城二の丸、分館は千葉城町にある。永青文庫の常設展示室が設けられている。）
- 熊本市立熊本博物館
- 熊本県伝統工芸館
- 旧細川刑部邸（藩主細川家一門の細川刑部家の屋敷。）
- 藤崎台県営野球場（リブワーク藤崎台球場）
- 桜の馬場 城彩苑
- 本妙寺 - 熊本城の西北。加藤清正を祀る浄池廟がある。
- 水前寺成趣園 - 熊本城の東南。細川氏の時代に築かれた桃山式回遊庭園。
- 花岡山 - 熊本城南西部にある山。熊本城の石垣はここから切り出したとされ、肥後国と熊本城の守護神となった兄弟狐の伝説がある。
- 熊本県立第一高等学校
- 国立病院機構熊本医療センター

## 熊本城を取り扱った作品
- キン肉マン（漫画）- 王位争奪戦シリーズの中でロビンマスクとキン肉マンマリポーサの対戦が行なわれる。一口城主の寄付金で「キン肉マン・マリポーサ」名義の寄付があった事がNHK「おはよう日本」の映像に流れ、インターネットを中心に話題となる。
- ゴジラvsスペースゴジラ（映画） - 劇中でゴジラがすぐ近くを通過するシーンがある。熊本城周辺で大規模なロケが行われた。
- 日本沈没（映画） - 阿蘇山の爆発的噴火による火山弾が天守閣を直撃するシーンがある。
- 天地人（NHK大河ドラマ） - 大坂城を舞台とした場面では、熊本城にてロケが行われた。
- 高機動幻想ガンパレード・マーチ（ゲーム） - イベントにて熊本城を舞台としたものがある。
- 海音寺潮五郎『日本名城伝』文藝春秋〈文春文庫〉、1977年3月。ISBN 978-4-16-713511-9。 - 「熊本城」の項がある
- 舞台 刀剣乱舞　- 　「いくさ世の徒花の記憶」(2020年)にて熊本城が舞台となる。
- 伊東潤『もっこすの城 熊本築城始末』（小説）＜KADOKAWA＞ - 熊本城に生涯を賭した築城家の一代記。
- 『風が通り抜ける道・・すべての愛が存在する島』（2024年映画、田中壱征監督作品） - 熊本城でくまモンたちが平和を願う

## 関連人物
- 加藤清正
- 横手五郎 - 伝説上の刺客。清正と戦って敗死した武将・木山弾正の遺児で、熊本城築城に際して人夫として潜り込んだが失敗、殺されたとされる。平左衛門丸には、花岡山から彼が運んだと伝えられる首掛け石がある。
- 谷干城 - 熊本鎮台司令長官。西南戦争にて熊本城篭城戦を指揮。千葉城に近い高橋公園に銅像がある。
- 谷村計介 - 熊本鎮台所属の伍長。西南戦争にて包囲された官軍を救うべく、敵中突破し援軍を呼び寄せた功績で知られる。銅像が熊本城天守入口にある。
- 富重利平 - 日本の写真術の草分け。軍部の依頼で焼失前の熊本城を撮影した。Category:Kumamoto Castleを参照のこと。
- 藤岡通夫 - 建築史家。熊本城天守の復元考証を行った。
- 坂口主税 - 第17代熊本市長。熊本城天守の復元計画に携わった。小天守閣１階の「再建工事銘板」に彼のレリーフがある。
- 松崎吉次郎 - 投資家。熊本城天守復元に際し建設予算の4分の1に及ぶ5000万円もの大金を寄付した。同じく「再建工事銘板」にレリーフがある。
- 村上宗隆 - 熊本市出身のプロ野球選手。本塁打を打つごとに一定額を復興のために寄付している。